# Cronologia della prima guerra mondiale

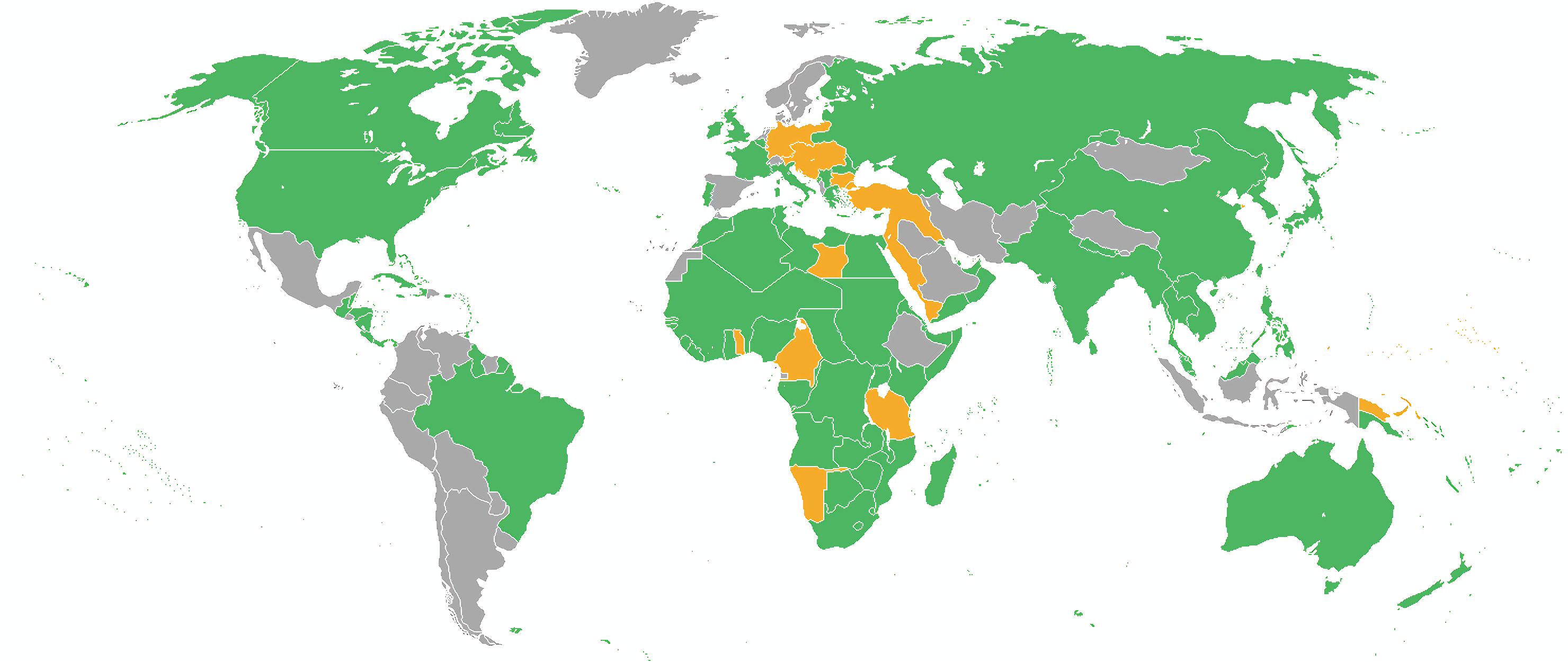
Le nazioni partecipanti alla prima guerra mondiale: in verde gli Alleati, in arancione gli imperi centrali.

Questa cronologia della prima guerra mondiale contiene un elenco degli eventi bellici, politici e diplomatici inerenti alla prima guerra mondiale e fatti collegati su tutti i fronti di combattimento.

## 1914

### Giugno - settembre

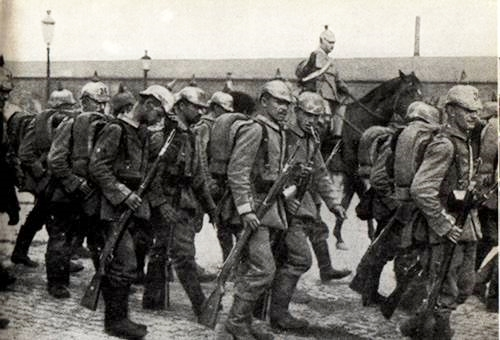
Truppe tedesche in marcia attraverso il Belgio nei primi giorni di guerra.

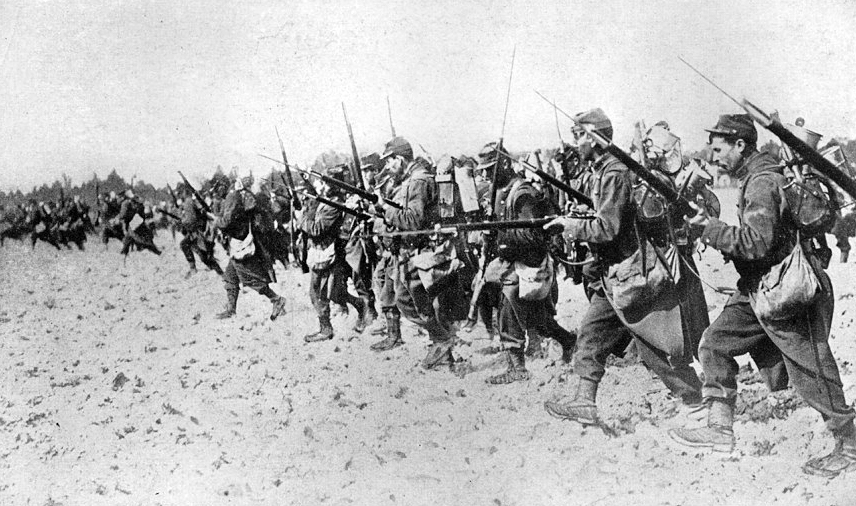
Truppe francesi alla carica in formazione serrata.

28 giugnoAttentato di Sarajevo: l'arciduca Francesco Ferdinando d'Asburgo-Este, erede al trono d'Austria-Ungheria, viene ucciso a Sarajevo dal nazionalista serbo Gavrilo Princip; inizia la "crisi di luglio".

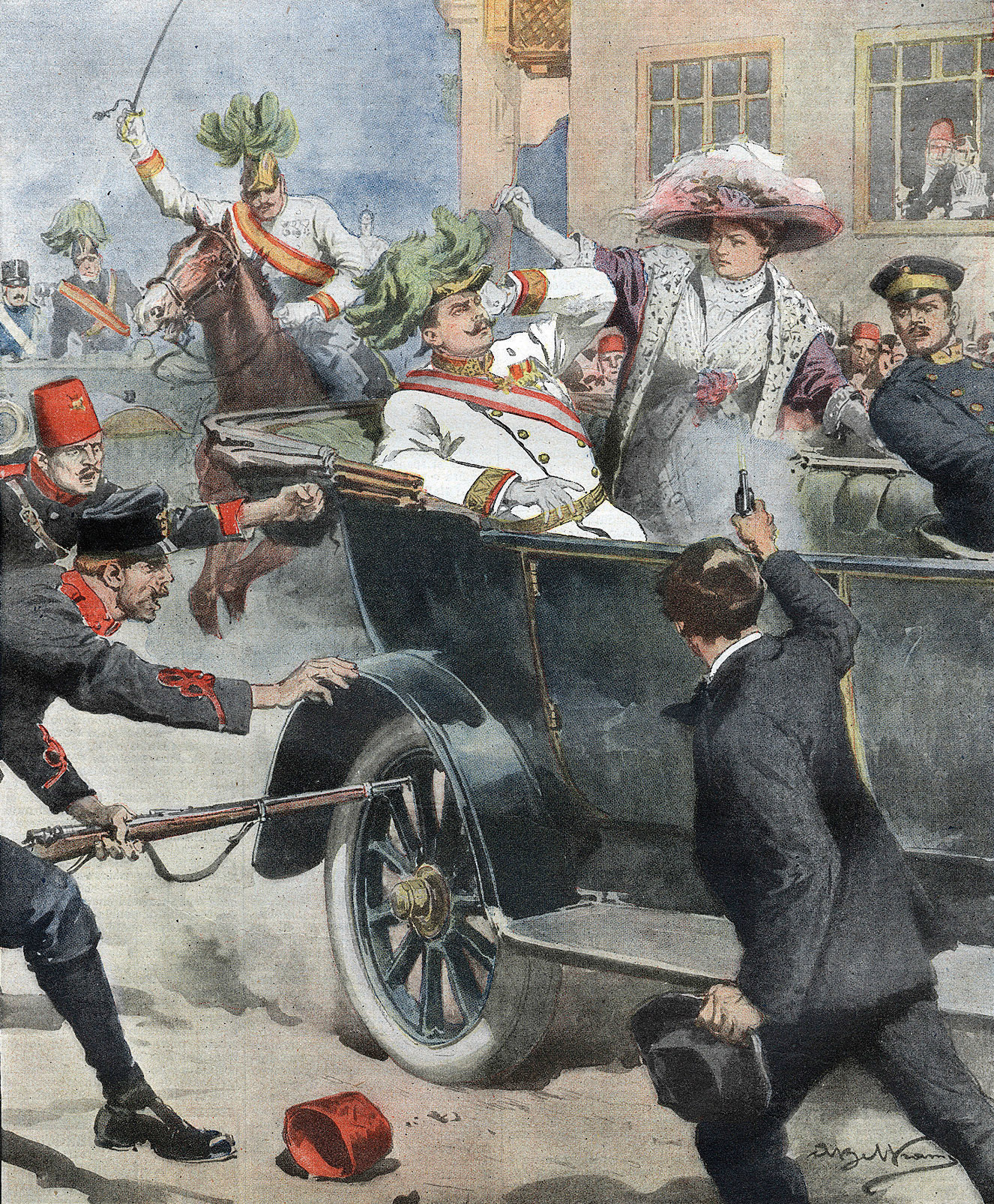
L'attentato di Sarajevo in un'illustrazione di Achille Beltrame.

23 luglioL'Austria-Ungheria invia un ultimatum alla Serbia.
25 luglioIl governo serbo invia la sua risposta all'ultimatum austro-ungarico, accogliendo parte delle richieste ma rigettandolo o eludendolo in altre parti.
La Serbia inizia la mobilitazione delle sue forze armate, seguita dall'Austria-Ungheria poco dopo.

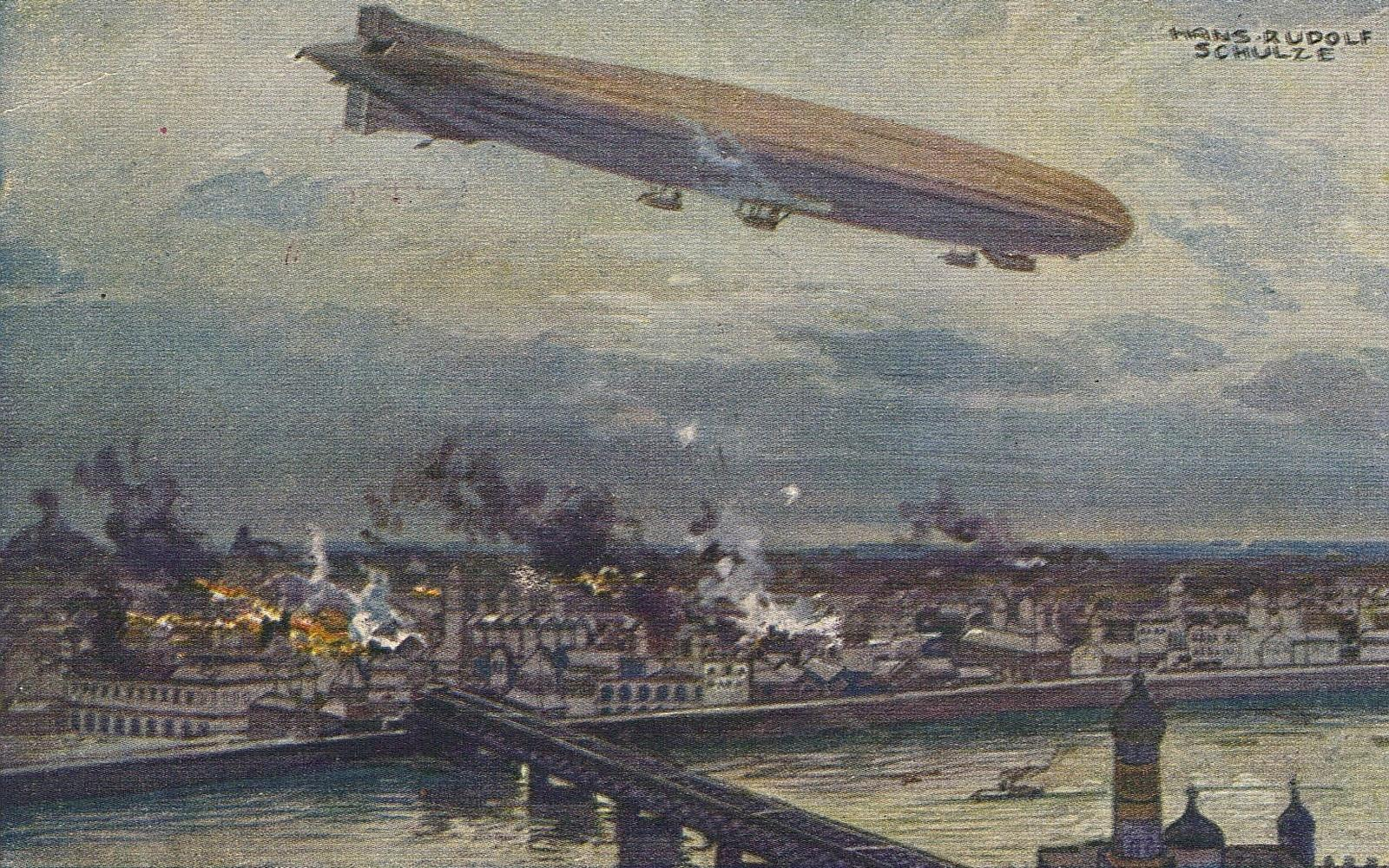
Uno zeppelin tedesco impegnato in un bombardamento in un quadro dell'epoca.

28 luglioL'Austria-Ungheria dichiara guerra alla Serbia; inizia la prima guerra mondiale.

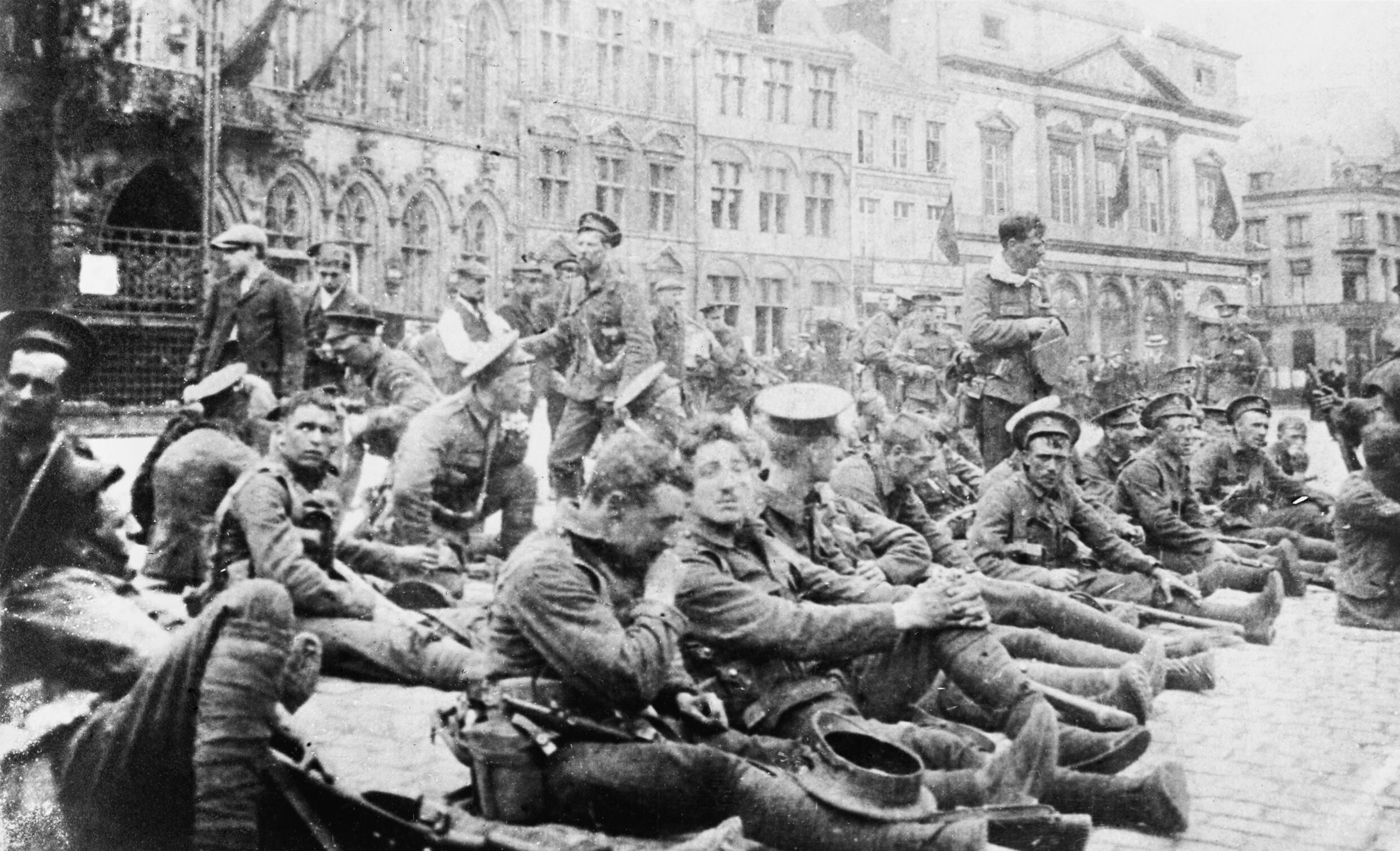
Truppe britanniche a Mons poco prima della battaglia.

29 luglioL'artiglieria austro-ungarica bombarda la capitale serba Belgrado.
L'Impero russo dichiara la mobilitazione nei suoi distretti meridionali al confine con l'Austria-Ungheria.
30 luglioL'Impero tedesco dichiara lo "stato di pericolo di guerra", primo passo verso la mobilitazione; la Russia dichiara la mobilitazione generale.
31 luglioIl governo tedesco invia due ultimatum alla Russia e alla Francia.
Mobilitazione generale nell'Impero austro-ungarico.
1º agostoSia la Germania che la Francia proclamano la mobilitazione generale.
La Germania dichiara guerra alla Russia.
2 agostoTruppe tedesche varcano la frontiera con il Lussemburgo e lo occupano militarmente; prime schermaglie lungo la frontiera tra Germania e Francia.
Ultimatum tedesco al Belgio.
Il Regno d'Italia si proclama neutrale.
Alleanza turco-tedesca: Germania e Impero ottomano siglano un trattato di alleanza segreto.
Il governo del Regno Unito ordina la mobilitazione della flotta britannica.
3 agostoLa Germania dichiara guerra alla Francia.
Il Belgio rigetta l'ultimatum tedesco.
4 agostoLa Germania dichiara guerra al Belgio e lo invade.
Il Regno Unito avanza un ultimatum nei confronti del governo tedesco chiedendo il rispetto della neutralità belga; davanti al rifiuto dei tedeschi, il Regno Unito dichiara guerra alla Germania.
5 agostoIl Regno del Montenegro dichiara guerra all'Austria-Ungheria.
Inizia la battaglia di Liegi: truppe tedesche pongono l'assedio alla piazzaforte belga.
6 agostoL'Austria-Ungheria dichiara guerra alla Russia; la Serbia dichiara guerra alla Germania.
Un dirigibile Zeppelin tedesco attacca la città belga di Liegi, portando a termine il primo bombardamento strategico della guerra.
Truppe francesi invadono la colonia tedesca del Togoland: inizia la campagna dell'Africa Occidentale.
7 agostoInizia la battaglia delle frontiere: truppe francesi invadono l'Alsazia e ingaggiano i tedeschi nella battaglia di Mulhouse, ma sono infine sconfitte per il 10 agosto seguente.
I primi contingenti della British Expeditionary Force (BEF) sbarcano in Francia.
9 agostoIl Montenegro dichiara guerra alla Germania.
11 agostoLa Francia dichiara guerra all'Austria-Ungheria.
12 agostoIl Regno Unito dichiara guerra all'Austria-Ungheria.
Battaglia di Haelen, vittoriosa azione di retroguardia delle forze belghe ai danni degli invasori tedeschi
14 agostoBattaglia delle frontiere: truppe francesi invadono la Lorena, ma sono sconfitte dai tedeschi per il 25 agosto seguente.
16 agostoResa della piazzaforte belga di Liegi.
Battaglia del Cer: prima invasione austro-ungarica della Serbia, conclusasi con una dura sconfitta il 19 agosto seguente.
17 agostoInizia l'invasione russa della Prussia Orientale: i tedeschi ottengono una prima vittoria nella battaglia di Stallupönen, ma l'avanzata russa prosegue.
Inizia l'assedio di Namur, la piazzaforte belga capitola poi in mano ai tedeschi il 24 agosto.
19 agostoImpero ottomano e Regno di Bulgaria siglano un trattato di alleanza promettendosi reciproco appoggio militare.
20 agostoI tedeschi entrano a Bruxelles.
I russi sconfiggono i tedeschi nella battaglia di Gumbinnen in Prussia orientale.
21 - 23 agostoBattaglia delle Ardenne: i tedeschi infliggono una dura sconfitta alle forze francesi nella regione belga delle Ardenne.
Battaglia di Charleroi: i tedeschi sconfiggono i francesi e continuano la loro avanzata in Belgio.
22 agostoL'Austria-Ungheria dichiara guerra al Belgio.
23 agostoIl Giappone dichiara guerra alla Germania.
Battaglia di Mons: primo importante scontro tra britannici e tedeschi della guerra; la BEF rallenta la marcia delle armate tedesche attraverso il Belgio ma è costretta a ripiegare.
Inizia la battaglia di Galizia tra russi e austro-ungarici: prima vittoria dell'Austria-Ungheria nella battaglia di Kraśnik.
24 agostoLa battaglia delle frontiere si conclude con una vittoria tedesca; inizia la "Grande ritirata": le truppe francesi e britanniche si ritirano dal Belgio e dalla Francia settentrionale sotto i colpi dell'avanzata tedesca.
I tedeschi pongono l'assedio alla fortezza francese di Maubeuge, che capitolerà il 7 settembre seguente.
25 agostoIl Giappone dichiara guerra all'Austria-Ungheria.
Truppe britanniche provenienti dalla Nigeria invadono la colonia del Camerun tedesco.
26 agostoBattaglia di Tannenberg: i tedeschi infliggono una pesante sconfitta alle forze russe in Prussia orientale.
Battaglia di Komarów: vittoria austro-ungarica sulle forze russe sul fronte della Galizia.
Battaglia di Le Cateau: i tedeschi infliggono dure perdite alla BEF, che tuttavia riesce a sganciarsi e proseguire la ritirata.
Con la resa delle ultime guarnigioni tedesche gli anglo-francesi completano l'occupazione della colonia del Togoland.

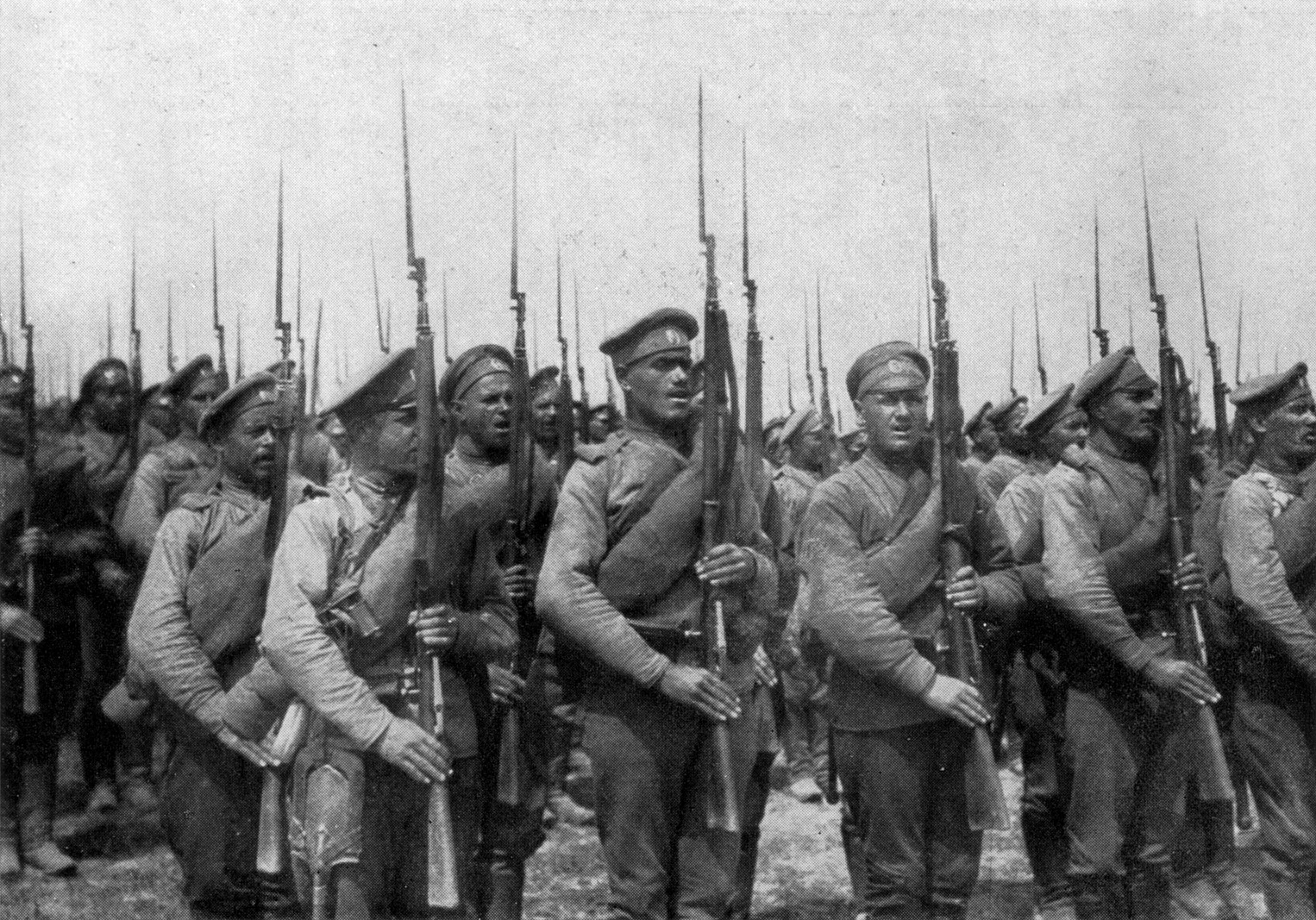
Un reparto di soldati russi.

27 agostoLa marina giapponese pone il blocco al porto di Tsingtao, colonia tedesca sulla costa settentrionale della Cina.
28 agostoBattaglia di Helgoland, primo importante scontro navale della guerra: una squadra navale della Royal Navy britannica sconfigge una formazione tedesca nella baia di Helgoland.
30 agostoI russi vincono la battaglia di Gnila Lipa: le armate austro-ungariche sul fronte della Galizia iniziano una disordinata ritirata.
Vittoria tedesca nella battaglia di San Quintino contro gli anglo-francesi.
Un aereo tedesco bombarda per la prima volta Parigi.
Truppe neozelandesi occupano la colonia delle Samoa tedesche.
3 settembreI russi occupano Leopoli in Galizia.
4 settembreInizia la battaglia del Gran Couronné, le forze tedesche lanciate all'inseguimento dei reparti francesi in ritirata dall'Alsazia-Lorena sono bloccate per il 14 settembre al termine di sanguinosi scontri.
5 settembreInizia la prima battaglia della Marna: contrattacco anglo-francese contro i tedeschi in marcia verso Parigi.
6 settembreL'offensiva serba in Bosnia e la seconda invasione austro-ungarica della Serbia portano alla battaglia della Drina, conclusasi poi il 4 ottobre con uno stallo.

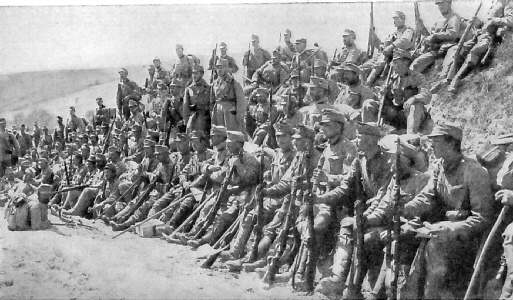
Un gruppo di militari austro-ungarici.

7 - 14 settembreVittoria tedesca nella prima battaglia dei laghi Masuri, l'invasione russa della Prussia orientale ha termine.
12 settembreSi conclude la battaglia della Marna: i tedeschi sono sconfitti e ripiegano verso il fiume Aisne.
13 settembreInizia la prima battaglia dell'Aisne: i tedeschi cercano di fermare l'avanzata degli anglo-francesi.
14 settembreErich von Falkenhayn rimpiazza Helmuth Johann Ludwig von Moltke alla guida delle forze tedesche.
17 settembreTruppe australiane completano l'occupazione della Nuova Guinea tedesca.
19 settembreInizia la battaglia di Flirey, conclusasi poi l'11 ottobre seguente: i tedeschi occupano Saint-Mihiel e guadagnano terreno nella zona intorno alla fortezza francese di Verdun.
24 settembreSi conclude la ritirata austro-ungarica dalla Galizia; i russi pongono l'assedio alla fortezza austro-ungarica di Przemyśl.

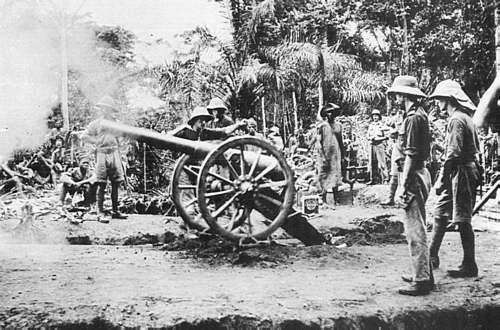
Artiglieria britannica impegnata sul fronte del Camerun tedesco.

25 - 29 settembreBattaglia di Albert, indecisivo scontro tra francesi e tedeschi.
26 settembreInizia la campagna dell'Africa Tedesca del Sud-Ovest: truppe del Sudafrica invadono la colonia tedesca.
27 settembreTruppe anglo-francesi catturano Douala e le zone costiere del Camerun tedesco, isolando il resto della colonia.
L'Impero ottomano chiude lo stretto dei Dardanelli al traffico navale degli Alleati.
28 settembreLa prima battaglia dell'Aisne si conclude con una situazione di stallo; sul fronte occidentale inizia la "corsa al mare".
I tedeschi pongono l'assedio alla piazzaforte belga di Anversa.
29 settembreInizia la lunga battaglia della Vistola tra tedeschi e austro-ungarici da un lato e russi dall'altro.

### Ottobre - dicembre

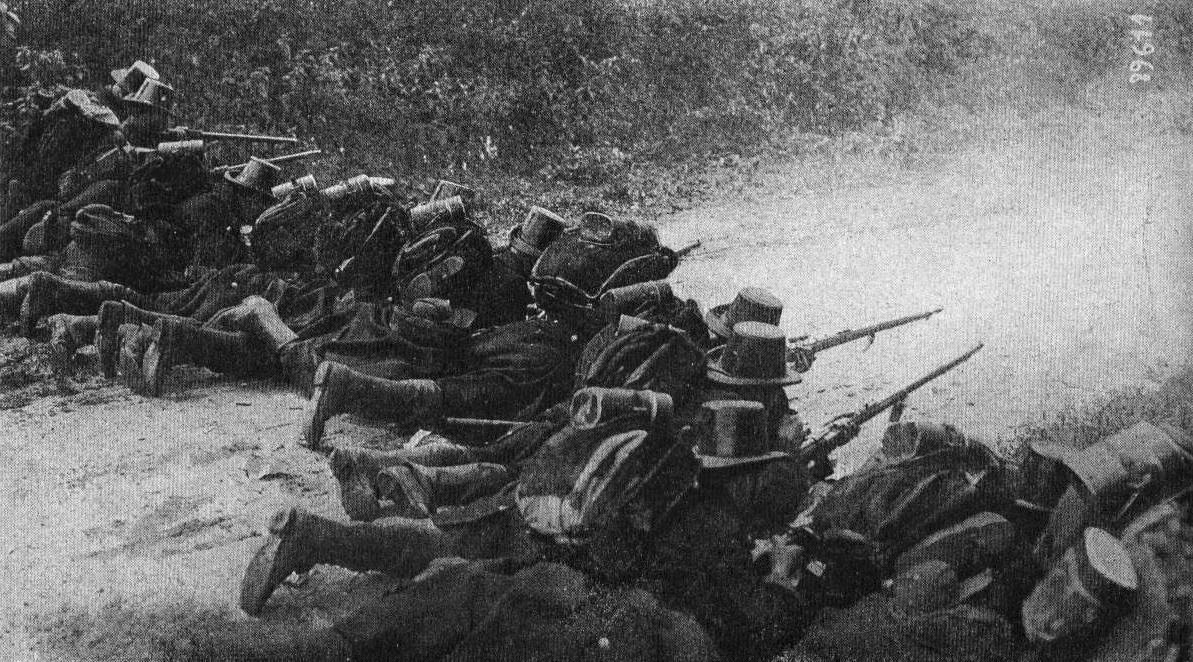
Truppe belghe in azione nel 1914.

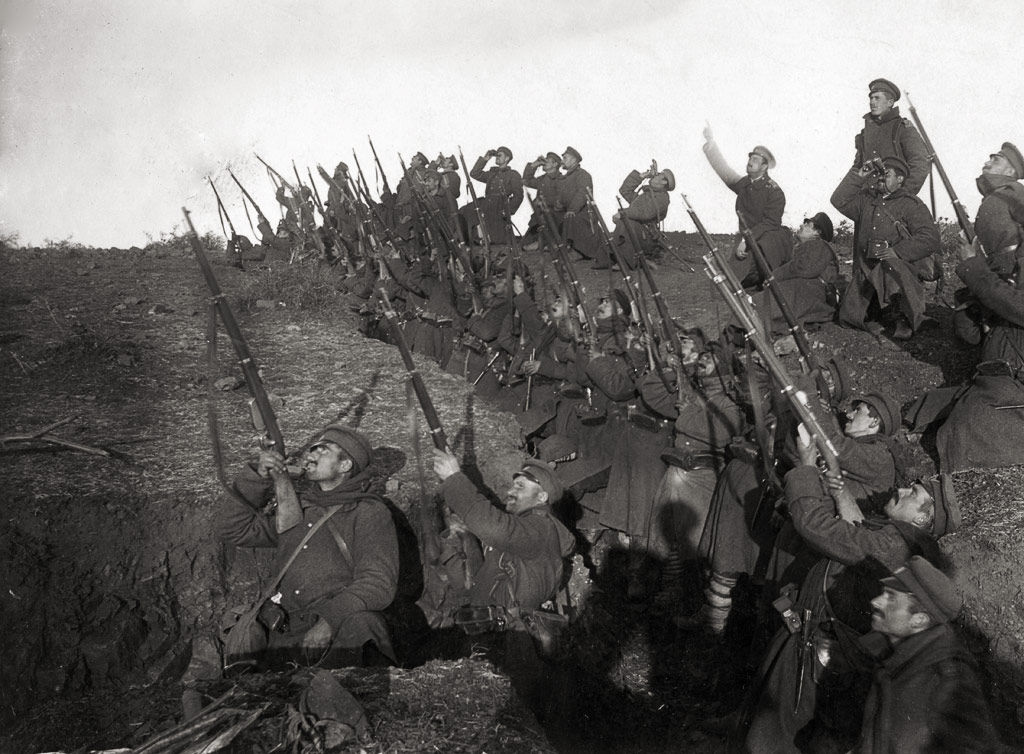
Truppe bulgare in azione durante la campagna di Serbia.

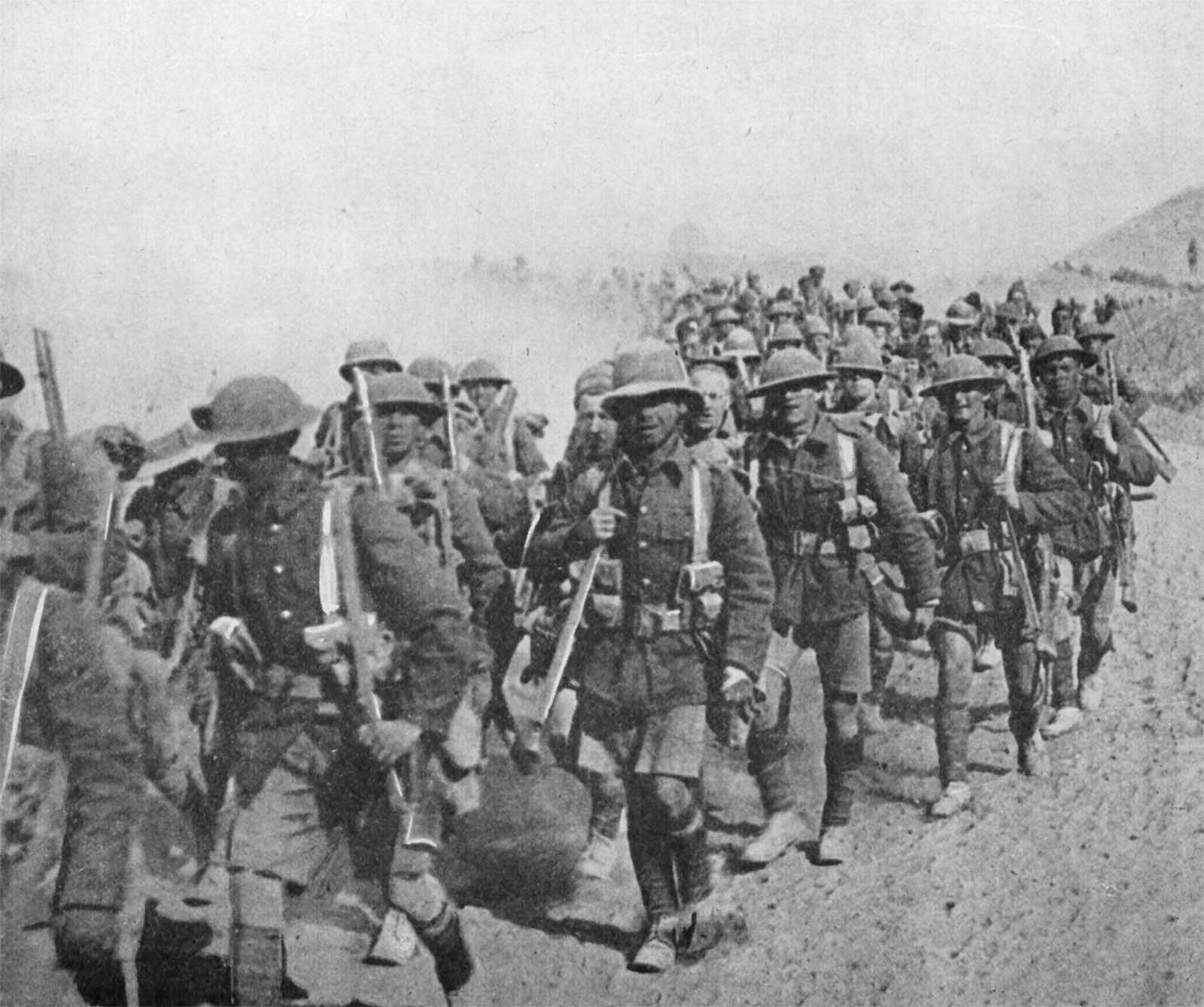
Truppe britanniche in marcia in Mesopotamia.

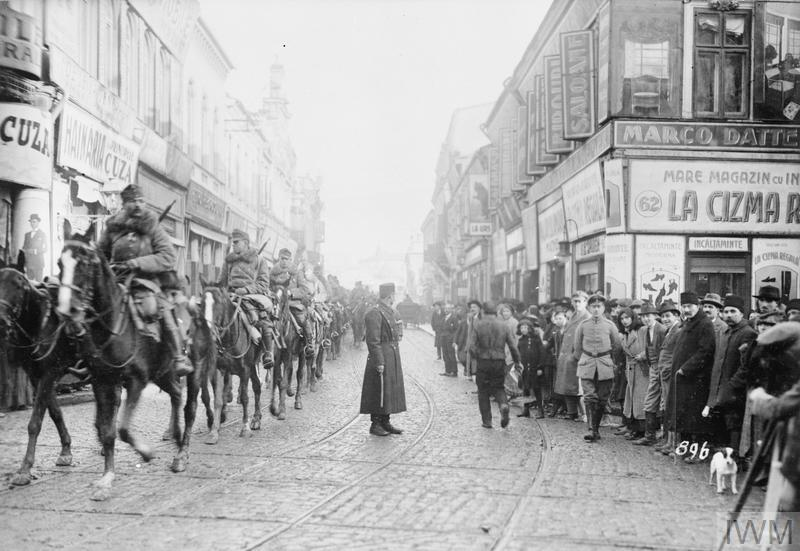
La cavalleria austro-ungarica fa il suo ingresso a Bucarest.

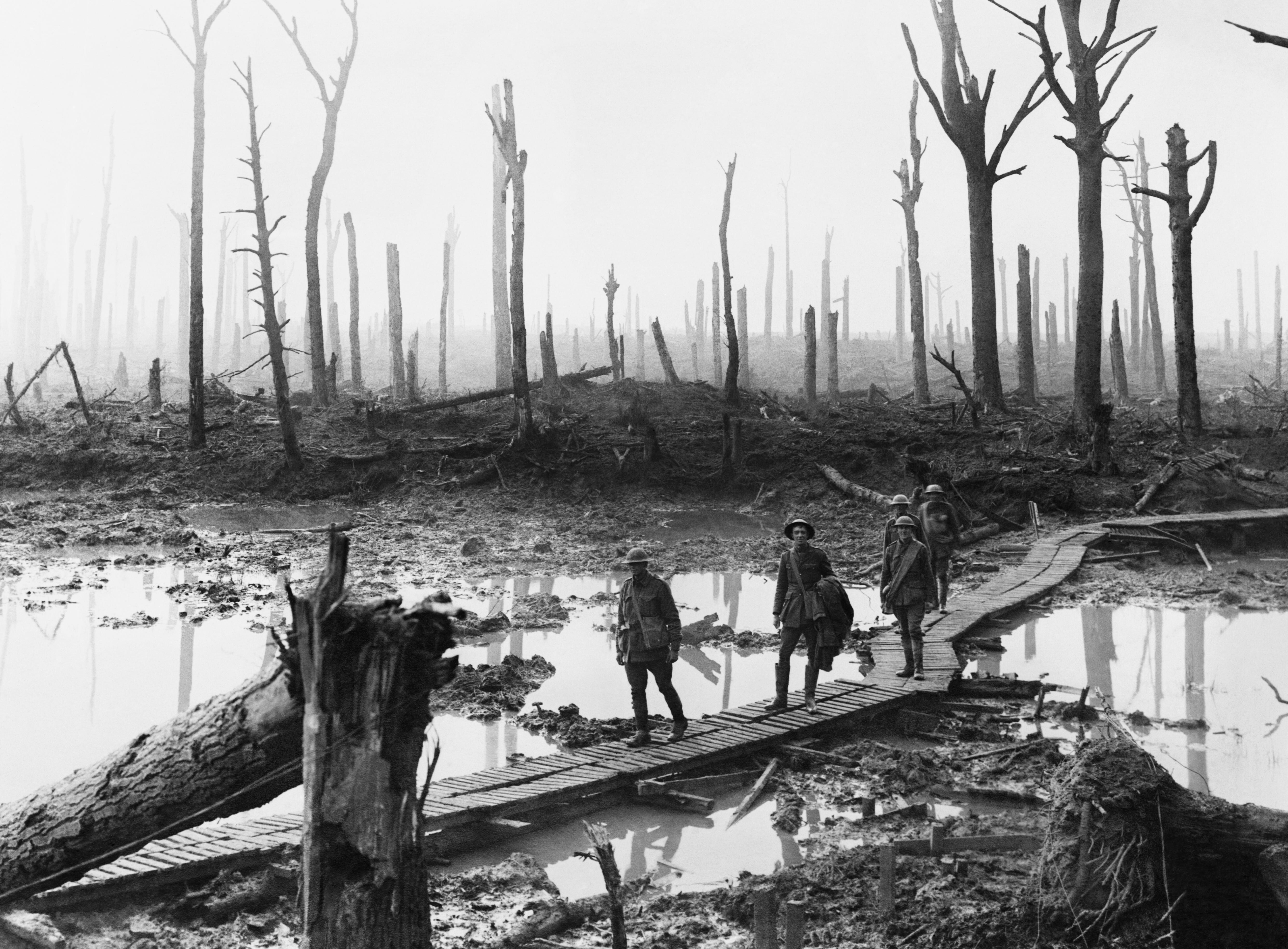
Il bosco di Chateau a Ypres durante gli eventi della battaglia di Passchendaele.

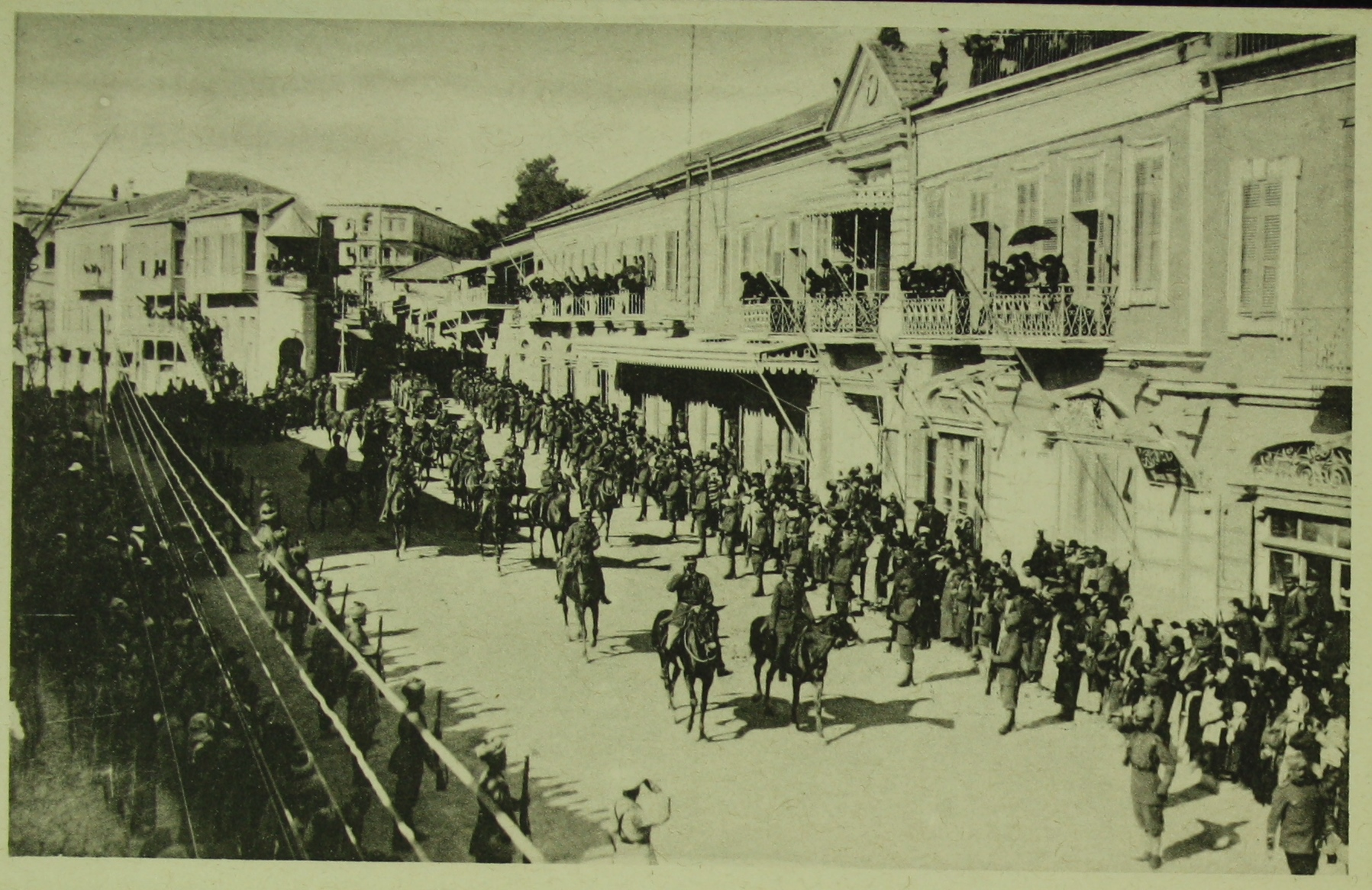
Le truppe britanniche entrano a Gerusalemme.

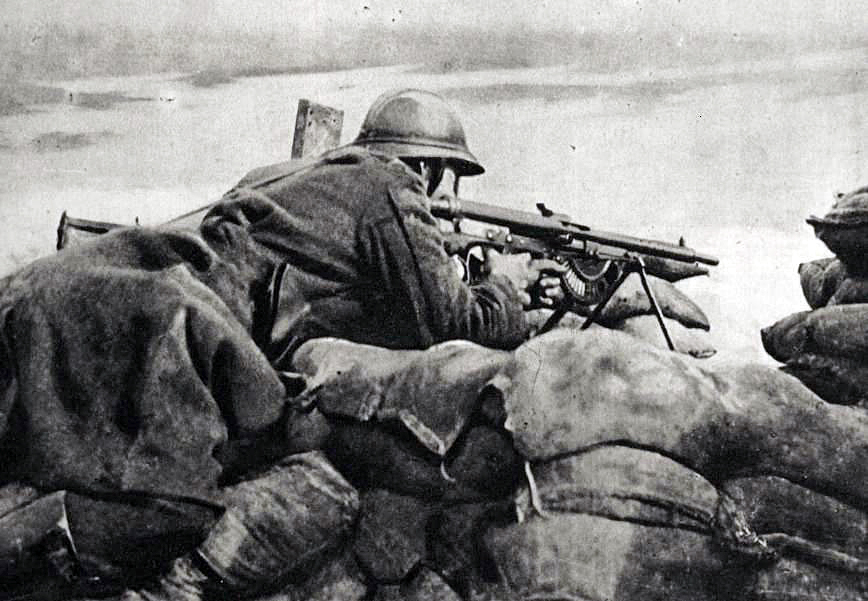
Un mitragliere belga in azione nel 1918.

1º - 4 ottobreBattaglia di Arras: un tentativo francese di aggirare lo schieramento dei tedeschi è sventato da questi ultimi.
10 ottobreAnversa capitola e viene occupata dalle truppe tedesche.
Inizia la battaglia di La Bassée tra britannici e tedeschi nel nord della Francia, conclusasi poi il 2 novembre seguente con una situazione di stallo.
12 ottobreInizia la battaglia di Messines, poi conclusasi il 2 novembre seguente: ennesimo stallo tra britannici e tedeschi.
17 ottobreInizia la battaglia dell'Yser, conclusasi poi il 31 ottobre seguente: truppe francesi e belghe bloccano un tentativo di sfondamento tedesco nella regione delle Fiandre.
20 ottobreAl largo della costa della Norvegia il sommergibile tedesco U-17 ferma e affonda il piroscafo britannico Glitra; è il primo affondamento di una nave mercantile da parte di un battello subacqueo della guerra.
21 ottobreInizia la sanguinosa prima battaglia di Ypres: i tedeschi tentano un'ultima offensiva per sfondare il fronte occidentale nella zona di Ypres, nel nord-ovest del Belgio.
29 ottobreSenza dichiarazione di guerra, navi ottomane e tedesche bombardano i principali porti russi sul Mar Nero.
31 ottobreLa battaglia della Vistola si conclude con un'importante vittoria dei russi su tedeschi e austro-ungarici.
Un contingente giapponese pone l'assedio alla colonia tedesca di Tsingtao, che capitola il 7 novembre seguente.

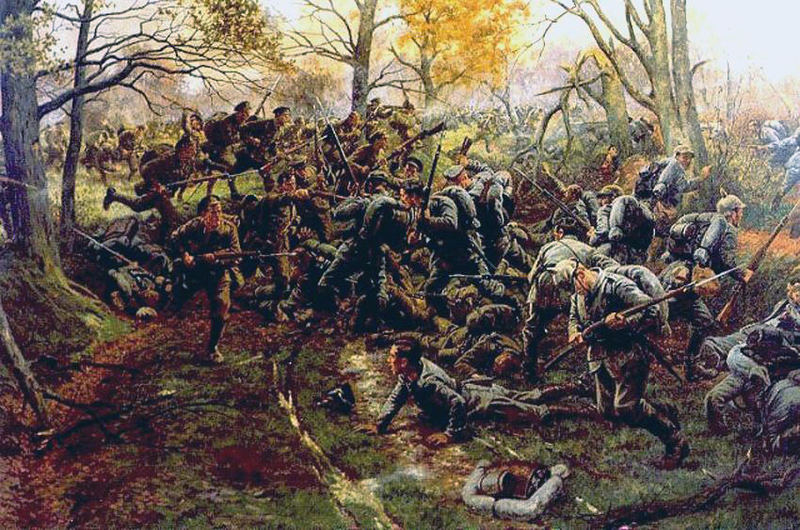
Quadro raffigurante la prima battaglia di Ypres.

1º novembreLa Russia dichiara formalmente guerra all'Impero ottomano.
Battaglia di Coronel: una squadra navale tedesca infligge una bruciante sconfitta alla Royal Navy affondando due incrociatori corazzati al largo delle coste del Cile.
2 novembreLa Serbia dichiara guerra all'Impero ottomano.
Offensiva Bergmann: i russi attaccano gli ottomani sul fronte del Caucaso, ma sono respinti per il 16 novembre seguente.
3 novembreIl Montenegro dichiara guerra all'Impero ottomano.
Unità navali britanniche bombardano i forti ottomani posti a protezione dello stretto dei Dardanelli.
Bombardamento di Yarmouth: prima incursione navale tedesca lungo le coste dell'Inghilterra.
5 novembreFrancia e Regno Unito dichiarano guerra all'Impero ottomano.
Inizia la terza invasione austro-ungarica della Serbia, le cui forze si ritirano lentamente.
I britannici sono sconfitti dai tedeschi nella battaglia di Tanga, primo importante scontro terrestre della campagna dell'Africa Orientale Tedesca.
6 novembreSbarco di Fao: truppe anglo-indiane prendono terra ad Al-Faw, nell'odierno Iraq; si apre la campagna della Mesopotamia.

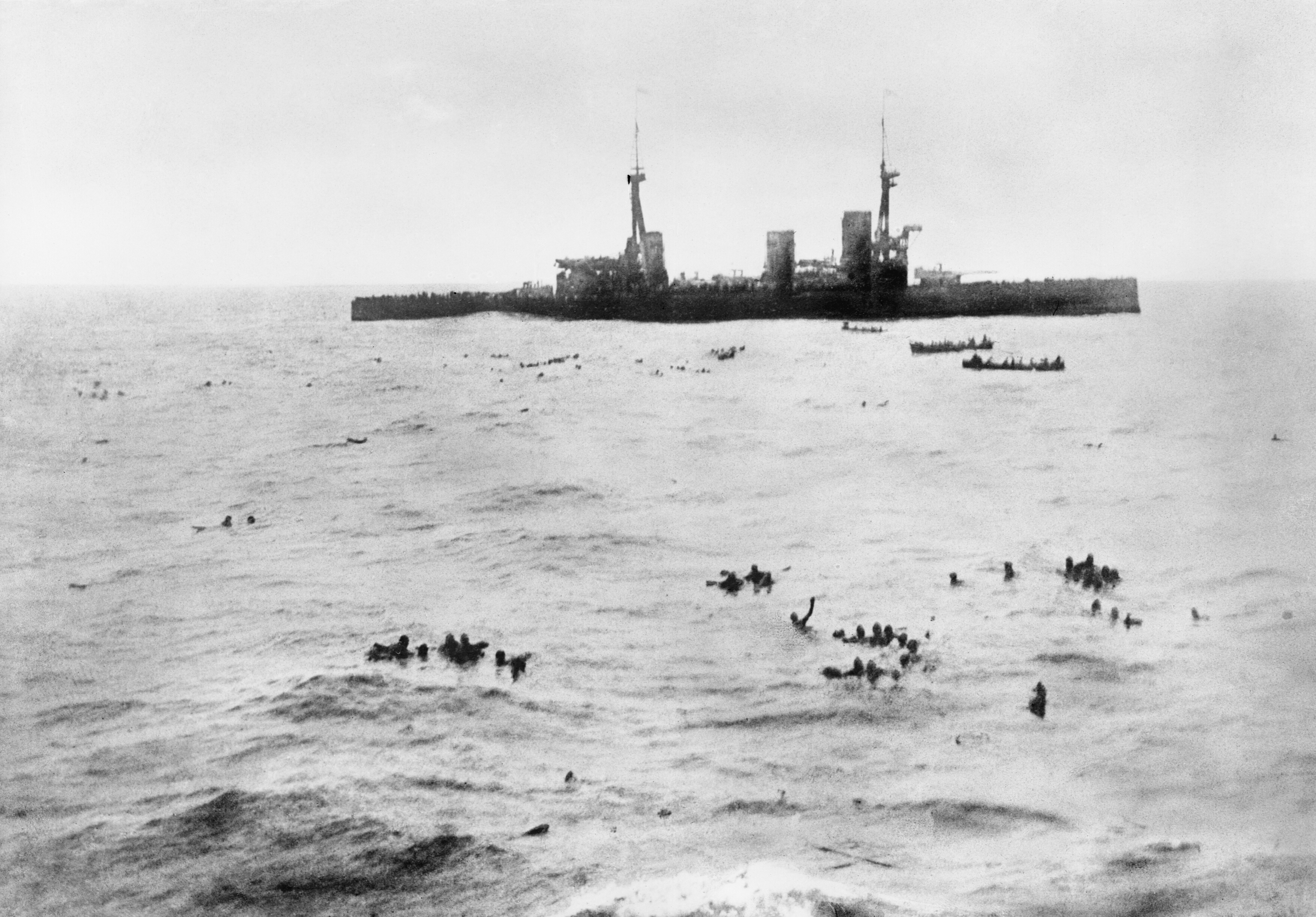
L'incrociatore recupera i naufraghi tedeschi al termine della battaglia delle Falkland.

10 novembreAttacco britannico all'avamposto ottomano di Cheikh Saïd nello Yemen sud-occidentale, si apre la campagna di Aden.
11 novembreGrande offensiva russa in Slesia.
18 novembreBattaglia di Capo Saryč, inconcludente scontro navale tra russi e tedeschi nelle acque del Mar Nero.
21 novembreVittoria britannica ai danni degli ottomani nella battaglia di Bassora, sul fronte della Mesopotamia: la città di Bassora è occupata dal contingente anglo-indiano.
22 novembreLa prima battaglia di Ypres si conclude con una sconfitta dei tedeschi.
Ha termine la "corsa al mare": sul fronte occidentale entrambe le parti si attestano sulle posizioni raggiunte sistemandosi dietro un complesso sistema di trincee; la guerra di movimento si trasforma in guerra di posizione.
2 dicembreGli austro-ungarici conquistano la capitale serba Belgrado.
6 dicembreLa battaglia di Łódź, sul fronte orientale, termina con uno stallo, ma l'offensiva russa in direzione della Slesia è interrotta.
8 dicembreBattaglia delle Falkland: al largo delle isole Falkland una squadra di incrociatori da battaglia britannici annienta la divisione navale dell'ammiraglio Maximilian von Spee, vendicando la sconfitta di Coronel.
13 dicembreLa vittoria austro-ungarica nella battaglia di Limanowa blocca l'offensiva russa lanciata in direzione di Cracovia.

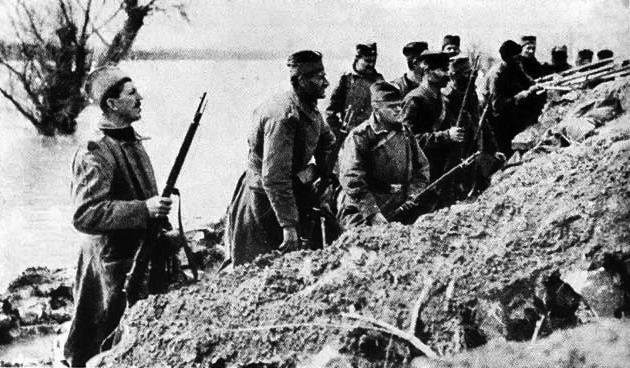
Truppe serbe in azione.

14 dicembreInizia la campagna di Persia: truppe russe e ottomane si scontrano sul suolo persiano.
15 dicembrePesante sconfitta austro-ungarica nella battaglia di Kolubara sul fronte serbo; i serbi riconquistano Belgrado e riportano la linea del fronte ai confini prebellici.
16 dicembreUna squadra di incrociatori tedeschi bombarda le cittadine di Scarborough, Hartlepool e Whitby, sulla costa inglese.
17 dicembrePrima battaglia dell'Artois, attacco francese alle posizioni tedesche nell'Artois bloccato poi, dopo scarsi guadagni territoriali, il 4 gennaio 1915 a causa delle pessime condizioni meteo e della dura resistenza nemica.
20 dicembreUn'offensiva anglo-francese sul fronte occidentale porta alla prima battaglia della Champagne, proseguita fino al 17 marzo 1915: gli Alleati strappano solo poco terreno ai tedeschi trincerati.
22 dicembreOffensiva ottomana sul fronte del Caucaso, inizia la battaglia di Sarıkamış.
25 dicembreTregua di Natale: in varie zone del fronte delle Fiandre soldati tedeschi e britannici si incontrano spontaneamente nella terra di nessuno per fraternizzare e celebrare insieme il Natale.

## 1915

### Gennaio - marzo

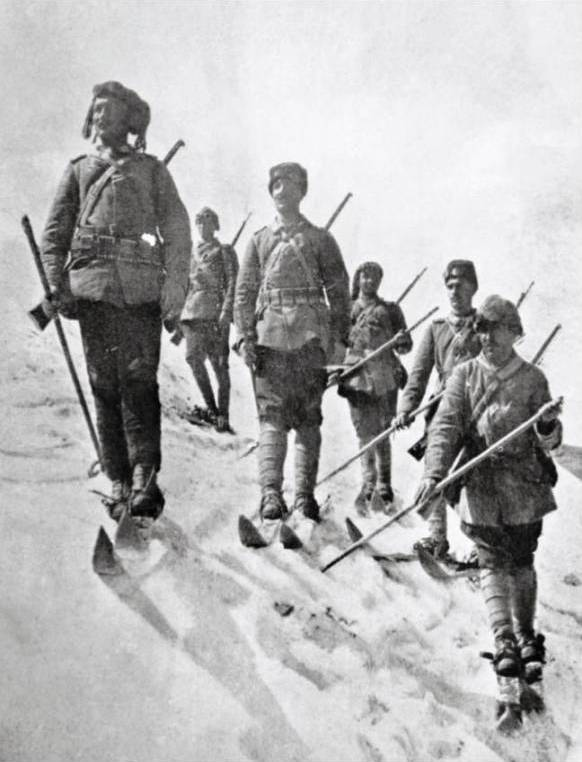
Truppe ottomane con equipaggiamento invernale sul fronte del Caucaso.

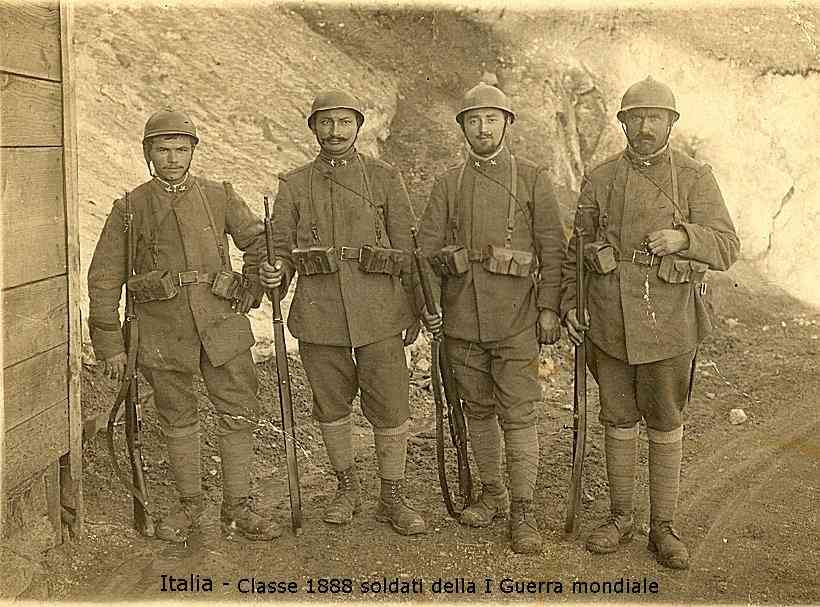
Un gruppo di soldati italiani.

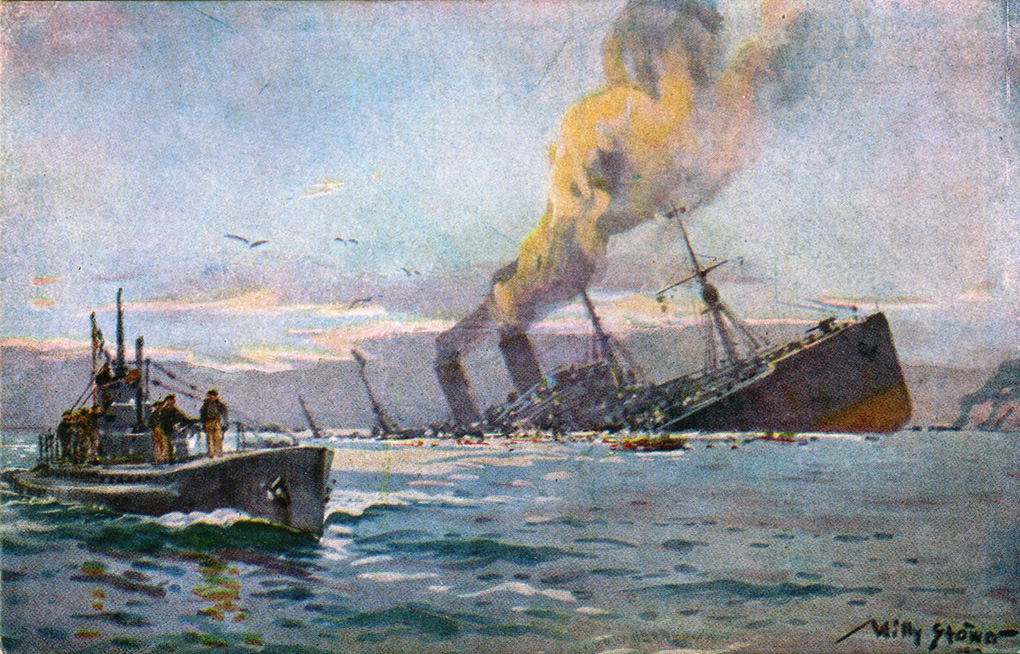
Dipinto raffigurante l'affondamento di una nave alleata ad opera di un U-Boot tedesco.

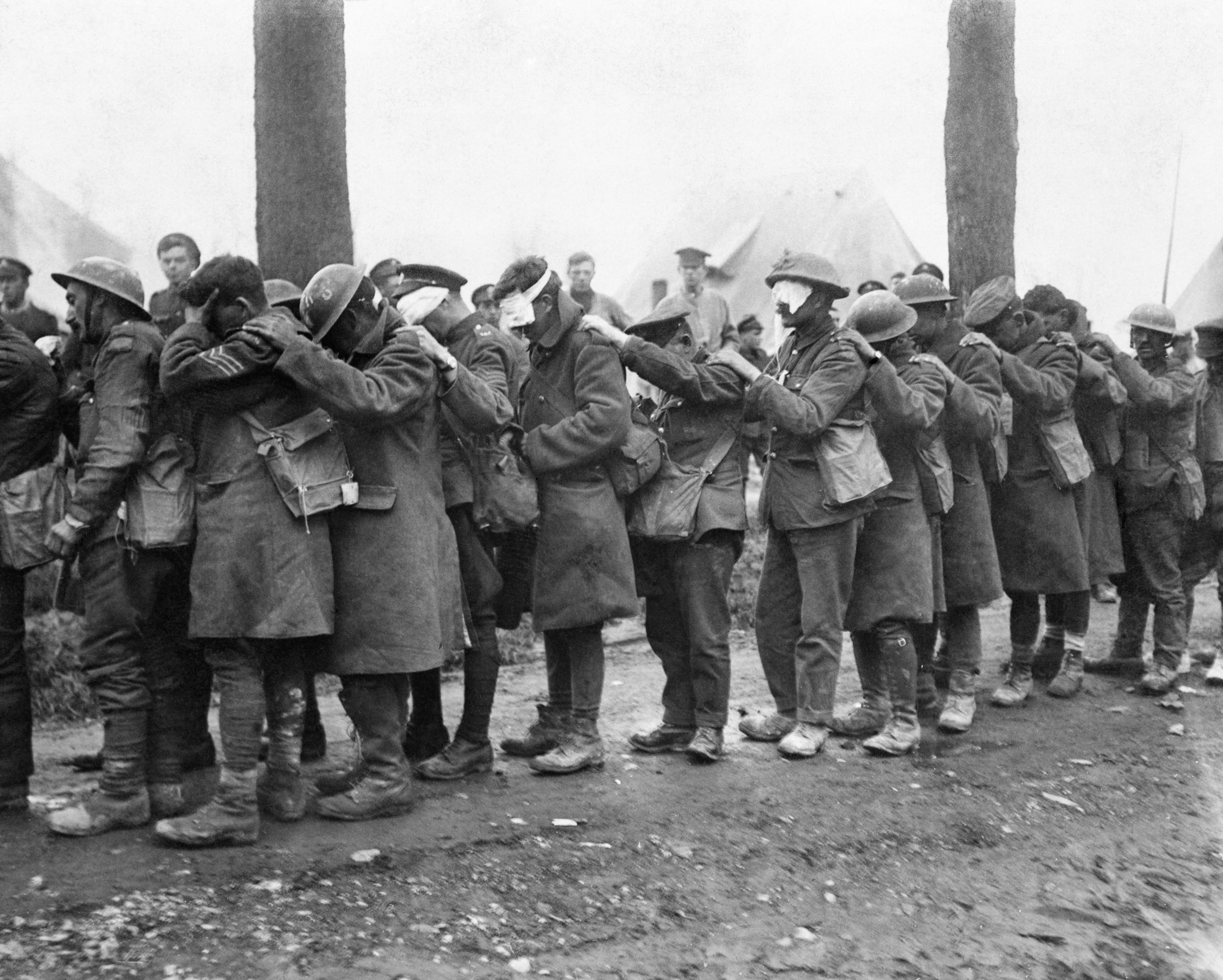
Fanti britannici accecati dalle armi chimiche tedesche durante la quarta battaglia di Ypres.

17 gennaioLa sconfitta ottomana nella battaglia di Sarıkamış, sul fronte del Caucaso, si trasforma in una disfatta quando gli ottomani cercano di ritirarsi attraverso le montagne innevate.
19 gennaioCampagna dell'Africa orientale: i tedeschi vincono la battaglia di Jassin contro gli anglo-indiani, ma le alte perdite riportate spingono il comandante Paul Emil von Lettow-Vorbeck ad abbandonare le tattiche convenzionali per concentrarsi sulla guerriglia.
Primo raid dei dirigibili Zeppelin tedeschi sull'Inghilterra, bombardata la cittadina di Great Yarmouth e alcuni villaggi vicini.
24 gennaioBattaglia di Dogger Bank: una squadra navale britannica infligge perdite e obbliga alla ritirata una formazione tedesca.
26 gennaioInizia l'offensiva di Suez: attacco ottomano al canale di Suez, respinto dai britannici il 4 febbraio seguente; si apre la campagna del Sinai e della Palestina.
31 gennaioInizia la battaglia di Bolimów sul fronte orientale tra tedeschi e russi: i tedeschi utilizzano per la prima volta armi chimiche, ma lo scontro si conclude il 5 febbraio seguente con una situazione di stallo.
4 febbraioLa Germania dichiara le acque delle isole britanniche zona di guerra sottomarina indiscriminata.
I sudafricani reprimono la "ribellione Maritz", un tentativo insurrezionale messo in atto da boeri anti-britannici sostenuti dai tedeschi.
7 febbraioInizia la seconda battaglia dei laghi Masuri sul fronte orientale, conclusasi poi il 22 febbraio seguente con una vittoria tedesca ai danni dei russi.
19 febbraioInizia la campagna dei Dardanelli: una flotta anglo-francese bombarda le difese ottomane dei Dardanelli nel tentativo di conquistare lo stretto e aprirsi la via per la capitale Istanbul.
8 marzoL'Austria-Ungheria si dichiara disponibile a discutere la questione dei compensi all'Italia per la sua neutralità.
10 - 13 marzoBattaglia di Neuve-Chapelle: un'offensiva britannica sul fronte occidentale porta alla conquista di un po' di terreno ma non sfonda il fronte tedesco.

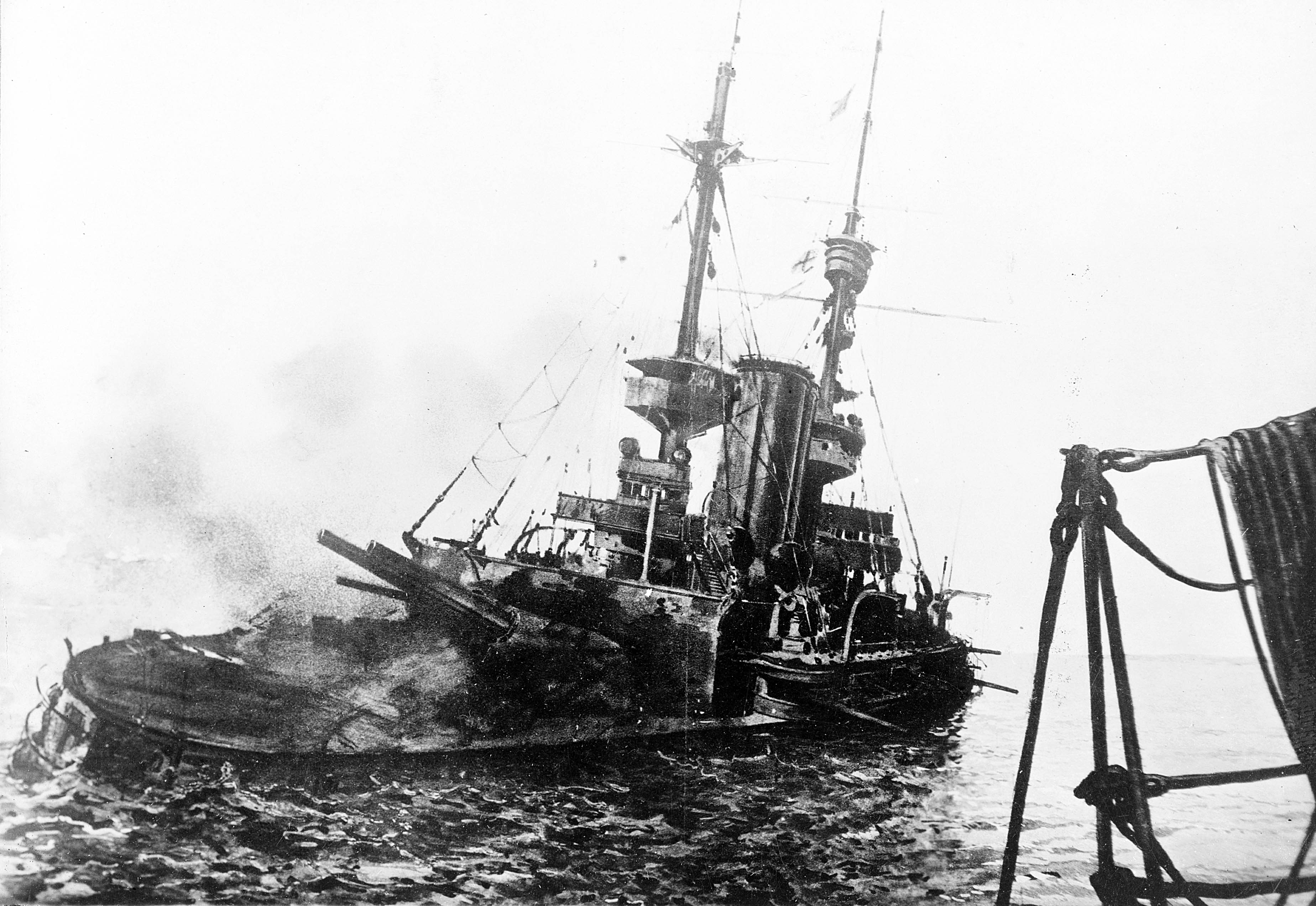
La nave da battaglia HMS Irresistible affonda dopo l'urto con una mina nei Dardanelli il 18 marzo 1915.

18 marzoUn massiccio attacco navale anglo-francese contro le difese ottomane dei Dardanelli è respinto con gravi perdite.
22 marzoSi conclude l'assedio di Przemyśl: i russi occupano la fortezza austro-ungarica.

### Aprile - giugno

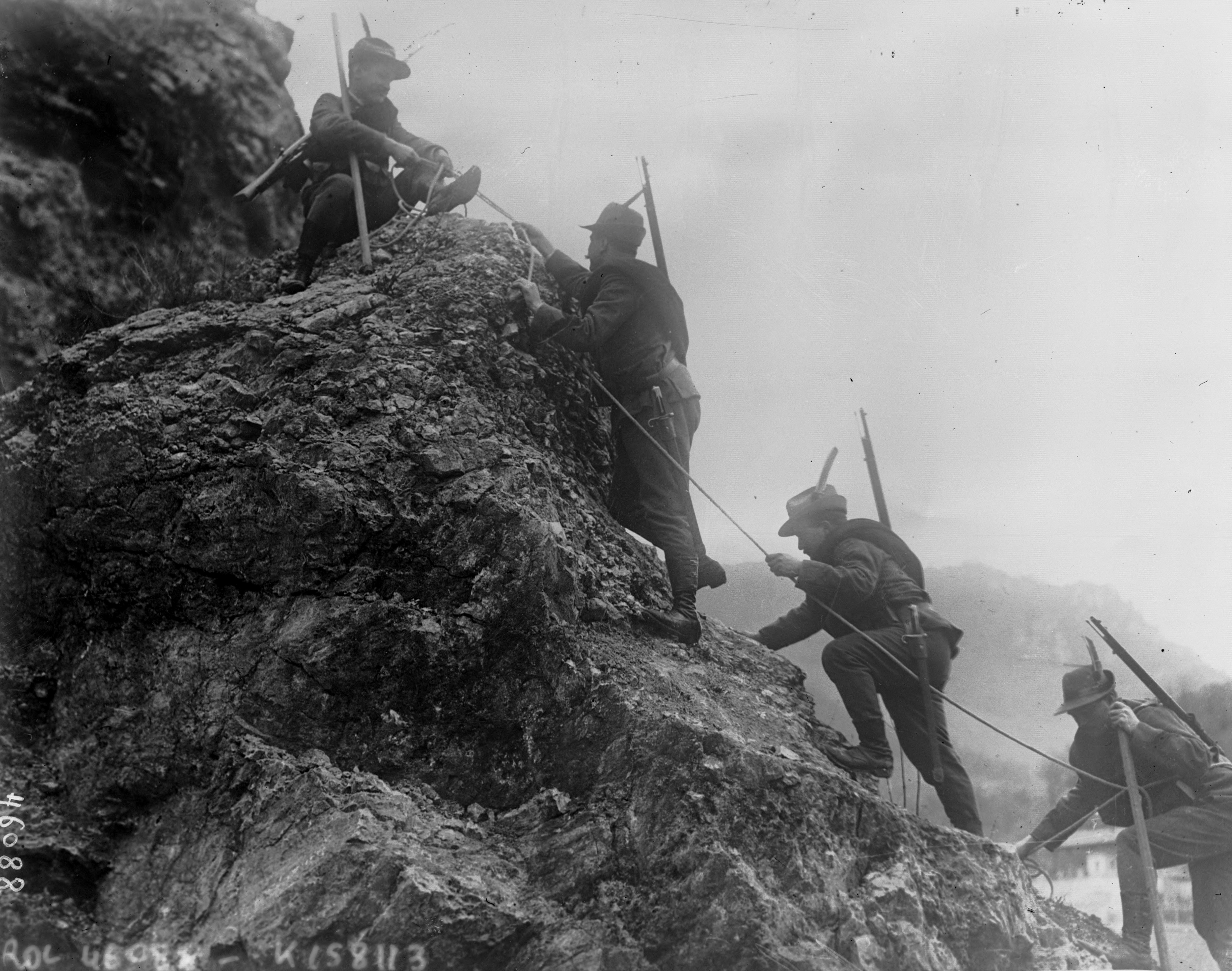
Un gruppo di alpini italiani.

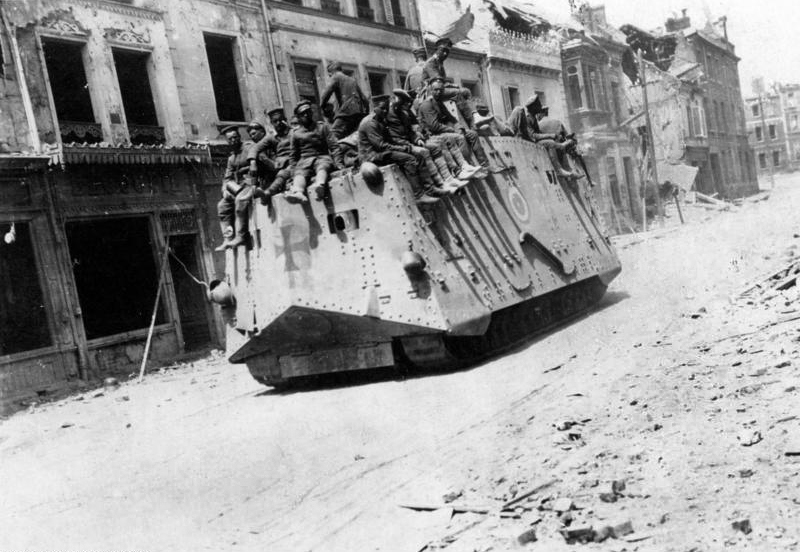
Un carro armato tedesco A7V.

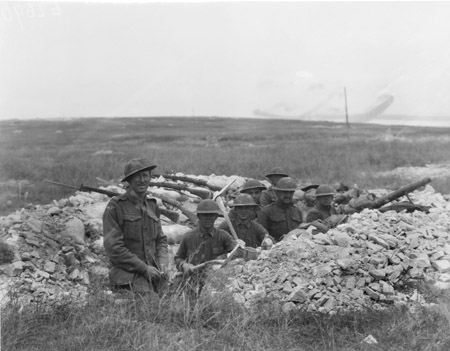
Soldati statunitensi in trincea sul fronte occidentale.

14 aprileVittoria britannica nella battaglia di Shaiba, respinta un'offensiva ottomana contro Bassora in Mesopotamia.
16 aprileL'Austria-Ungheria respinge il progetto di trattato inviato l'8 aprile dal Ministro degli Esteri italiano Sidney Sonnino.
19 aprileMilizie armene insorgono contro gli ottomani e si impossessano della città di Van.
22 aprileInizia la seconda battaglia di Ypres: i tedeschi attaccano le linee anglo-francesi a Ypres facendo uso per la prima volta di gas tossici, ma l'offensiva si conclude il 25 maggio seguente con solo minimi guadagni territoriali per gli attaccanti.
25 aprileCampagna di Gallipoli: truppe britanniche, francesi, australiane e neozelandesi sbarcano sulla penisola di Gallipoli, in Turchia, nel tentativo di neutralizzare le difese ottomane dei Dardanelli.
26 aprileL'Italia stipula il patto di Londra, trattato di alleanza segreto che la impegna a entrare in guerra a fianco dell'Intesa.
28 aprilePrima battaglia di Krithia: un'offensiva anglo-francese sul fronte di Gallipoli non riesce a sfondare la linea ottomana.

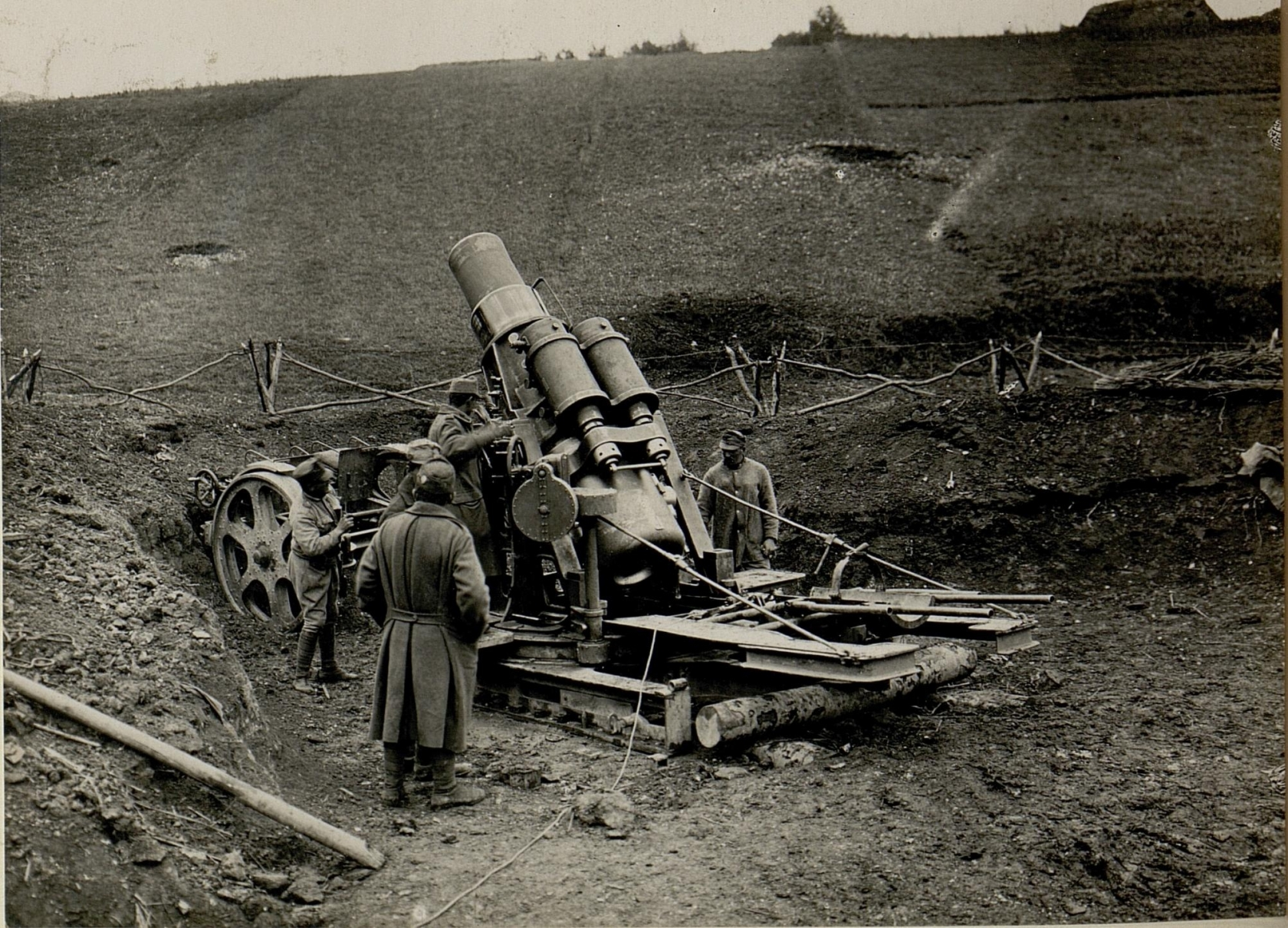
Artiglieria pesante austro-ungarica impegnata sul fronte orientale.

1º maggioInizia l'offensiva di Gorlice-Tarnów: grande attacco austro-tedesco contro il fronte russo in Galizia.
3 maggioL'Italia denuncia la Triplice alleanza.
6 maggioL'Austria (anche su pressione della Germania) presenta nuove offerte di accordo all'Italia.
6 - 8 maggioSeconda battaglia di Krithia: nuova offensiva anglo-francese sul fronte di Gallipoli, bloccata dagli ottomani.
7 maggioIl sommergibile tedesco U-20 silura il transatlantico RMS Lusitania, e nel suo affondamento muoiono 128 cittadini statunitensi; il governo degli Stati Uniti, ancora neutrali, protesta con i tedeschi.
9 maggioInizia la seconda battaglia dell'Artois: massiccia offensiva anglo-francese contro le difese tedesche a occidente, conclusasi poi il 24 giugno seguente con solo scarsi guadagni territoriali.
18 maggioL'Austria-Ungheria presenta all'Italia le ultime proposte di trattativa.
23 maggioL'Italia dichiara guerra all'Austria-Ungheria.
I russi liberano la città di Van, occupata dagli insorti armeni, dall'assedio degli ottomani.
24 maggioLa flotta austro-ungarica bombarda Ancona e altre località lungo la costa adriatica dell'Italia; le truppe italiane attraversano il confine austriaco in Trentino e in Friuli.
31 maggioLondra è bombardata per la prima volta da un dirigibile tedesco.
3 giugnoSan Marino dichiara guerra all'Austria-Ungheria.
4 giugnoTerza battaglia di Krithia: nuova offensiva anglo-francese a Gallipoli, ancora una volta bloccata dai difensori ottomani.
In Galizia gli austro-ungarici rioccupano la fortezza di Przemyśl.
23 giugnoInizia la prima battaglia dell'Isonzo, proseguita poi fino al 7 luglio seguente: l'offensiva italiana è bloccata dalle difese austro-ungariche.
29 giugnoOffensiva ottomana nel teatro bellico dello Yemen, viene occupata Lahej ma i britannici contrattaccano il 16 luglio mantenendo gli approcci alla loro base di Aden; il fronte si stabilizza in una linea trincerata fino alla fine della guerra.

### Luglio - settembre

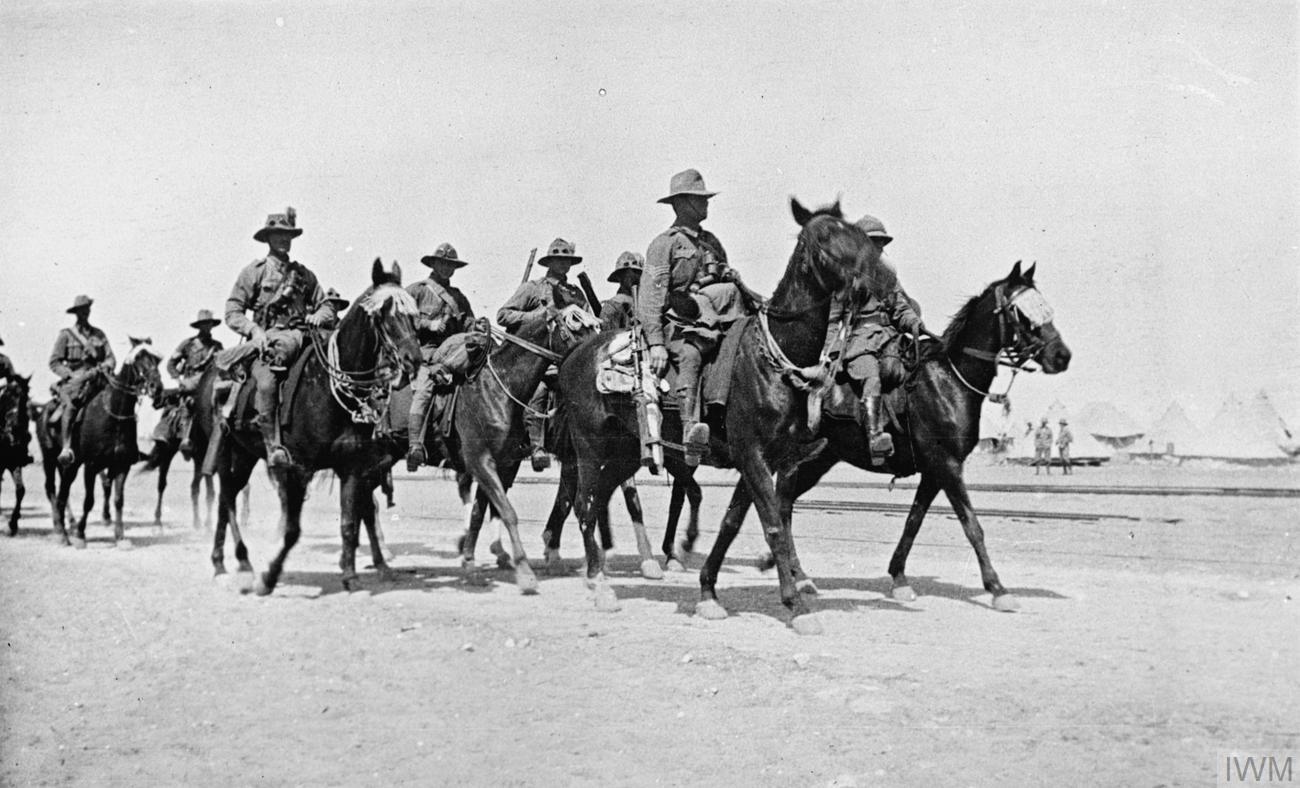
Cavalleggeri australiani sul fronte del Sinai.

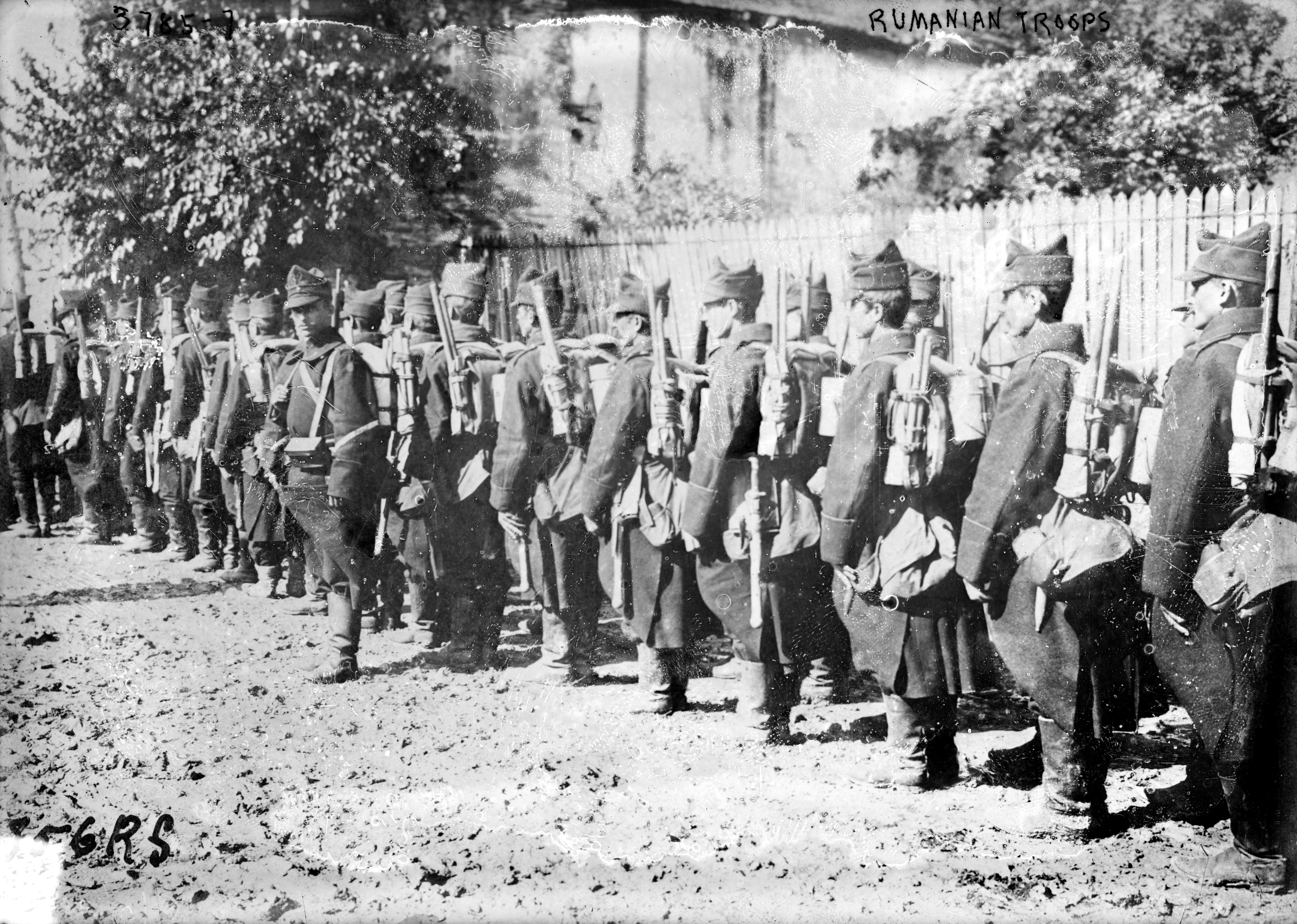
Un contingente di soldati romeni.

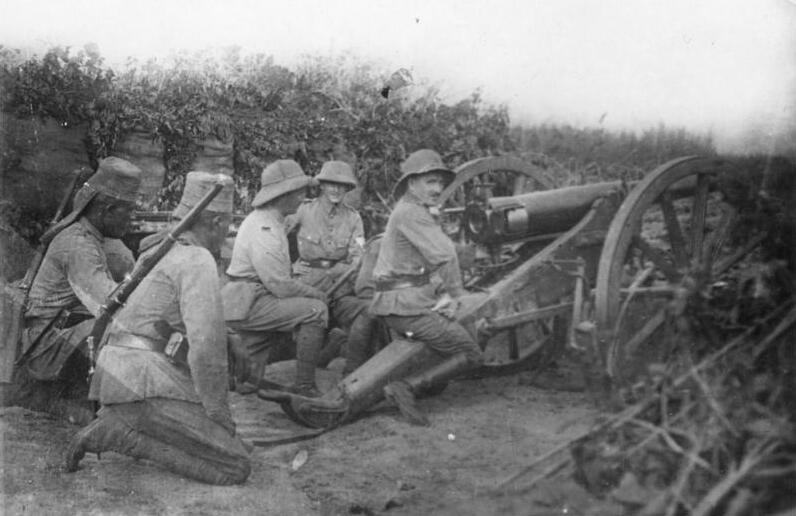
Truppe coloniali tedesche (Schutztruppe) impegnate in Africa orientale.

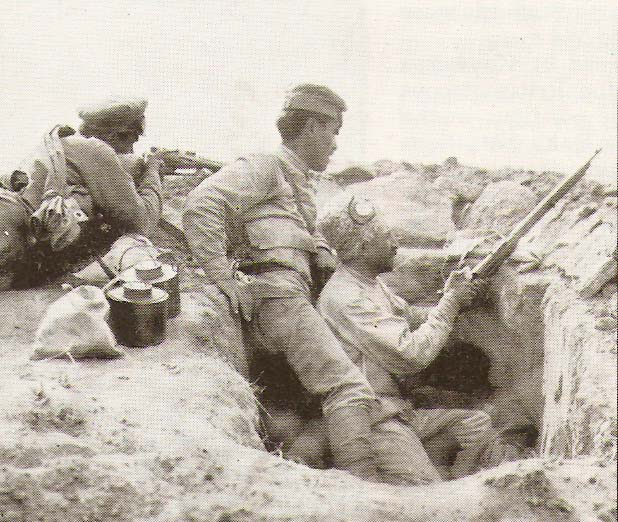
Soldati armeni durante la battaglia di Baku.

1º luglioCon la vittoria sudafricana nella battaglia di Otavi ha di fatto termine la campagna dell'Africa Tedesca del Sud-Ovest: la colonia è occupata dalle forze degli Alleati.
5 luglioVittoria britannica nella battaglia di Gully Ravine a Gallipoli: viene conquistato del terreno, ma il fronte ottomano non è rotto.
18 luglioInizia la seconda battaglia dell'Isonzo, proseguita poi fino al 3 agosto seguente: dopo duri combattimenti nella regione del Carso gli italiani strappano solo poco terreno ai difensori austro-ungarici.
26 luglioVittoria russa nella battaglia di Manzicerta sul fronte del Caucaso.
5 agostoI tedeschi occupano Varsavia, sgombrata dai russi.
8 agostoBattaglia del golfo di Riga, proseguita poi fino al 19 agosto: la flotta tedesca attacca le difese navali russe del Golfo di Riga, ma viene respinta.
6 agostoSerie di offensive degli Alleati a Gallipoli: nuovi reparti britannici sbarcano a Suvla mentre gli anglo-francesi ingaggiano gli ottomani nella battaglia di pino solitario (fino al 10 agosto), nella battaglia del vigneto di Krithia (fino al 13 agosto), nella battaglia del Çunukbahir (fino al 19 agosto) e nella battaglia di Sari Bair (fino al 21 agosto); viene conquistato molto terreno, ma il fronte ottomano resiste.
17 agostoSul fronte orientale inizia la "grande ritirata": le forze russe evacuano la Galizia e la Polonia.

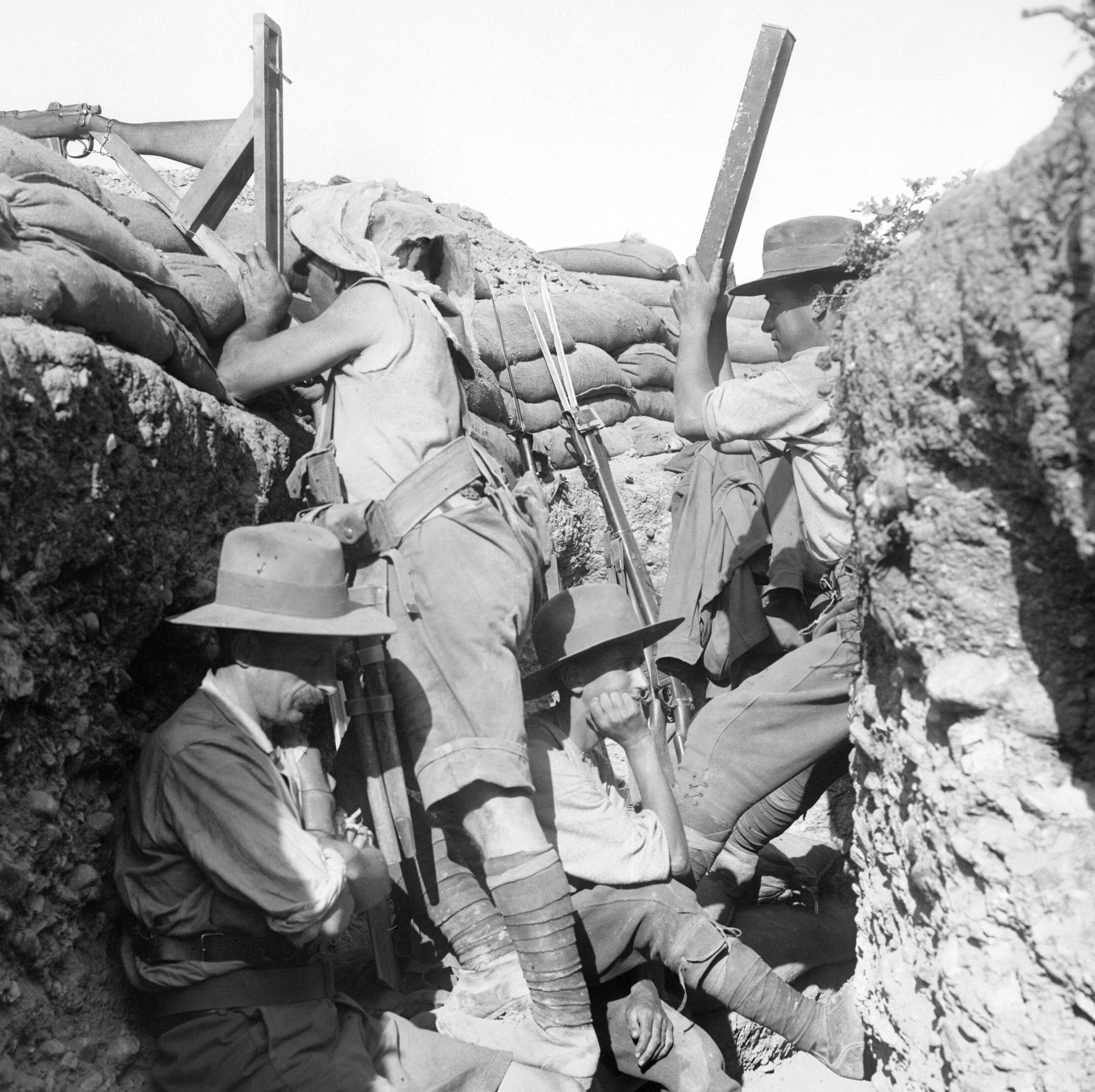
Soldati australiani in trincea sul fronte di Gallipoli.

21 agostoL'Italia dichiara guerra all'Impero ottomano.
6 settembreIl Regno di Bulgaria sigla un trattato di alleanza con la Germania e l'Austria-Ungheria; contemporaneamente, la stipula della convenzione di Sofia porta a una rettifica a favore dei bulgari della frontiera tra Bulgaria e Impero ottomano.
8 settembreLo zar Nicola II di Russia rimuove dal comando in capo delle forze russe il granduca Nikolaj Nikolaevič Romanov, assumendo egli stesso l'incarico.
15 settembreInizia la terza battaglia dell'Artois, proseguita poi fino al 4 novembre seguente: serie di attacchi degli anglo-francesi contro il fronte tedesco a occidente, conclusasi con scarsi guadagni territoriali.
19 settembreI tedeschi occupano Vilnius; si conclude l'offensiva di Gorlice-Tarnów sul fronte orientale: i russi subiscono una pesante disfatta.
22 settembreTruppe anglo-francesi, poi raggiunte anche da contingenti italiani e russi, sbarcano a Salonicco, nella Grecia ancora neutrale, nel tentativo di muovere in aiuto dei serbi; inizia la campagna di Macedonia.
25 settembreBattaglia di Loos, primo impiego dei gas tossici da parte dei britannici sul fronte occidentale: viene conquistato del terreno ma il fronte tedesco regge.
Seconda battaglia della Champagne: offensiva francese contro le linee tedesche, conclusasi il 6 novembre con uno stallo.

### Ottobre - dicembre
7 ottobreQuarta invasione della Serbia: forze austro-tedesche entrano nel paese da nord.
9 ottobreGli austro-tedeschi prendono la capitale serba Belgrado.
14 ottobreLa Bulgaria dichiara guerra alla Serbia, forze bulgare attaccano il paese da est.
15 ottobreIl Montenegro e il Regno Unito dichiarano guerra alla Bulgaria.
16 ottobreLa Francia dichiara guerra alla Bulgaria.
18 ottobreInizia la terza battaglia dell'Isonzo, proseguita fino al 4 novembre: truppe italiane attaccano gli austro-ungarici anche nel tentativo di alleggerire la pressione sulla Serbia, ma sono bloccate dopo aver ottenuto minimi guadagni territoriali.
19 ottobreRussia e Italia dichiarano guerra alla Bulgaria.
2 novembreInizia la battaglia di Krivolak: truppe francesi attaccano da Salonicco per andare in aiuto dei serbi, ma sono bloccate e costrette alla ritirata per il 21 novembre dai bulgari.
9 novembreVittoria bulgara nella battaglia della Morava contro i serbi.
10 novembreInizia la quarta battaglia dell'Isonzo: nuovo attacco italiano alle difese austro-ungariche del Carso, bloccato infine il 5 dicembre dopo conquiste territoriali insignificanti.
15 novembreVittoria bulgara nella battaglia della Ovche Pole contro i serbi.
22 - 25 novembreBattaglia di Ctesifonte: un'offensiva britannica in direzione di Baghdad, in Mesopotamia, è bloccata dagli ottomani.
4 dicembreL'offensiva del Kosovo si conclude con la vittoria degli imperi centrali ai danni dei serbi; si conclude la Campagna di Serbia: il paese è occupato e spartito tra austro-ungarici e bulgari, i resti dell'esercito serbo ripiegano in Albania e in Montenegro nel tentativo di farsi recuperare via mare dagli Alleati.
7 dicembreInizia l'assedio di Kut: un vasto contingente anglo-indiano è tagliato fuori e assediato dagli ottomani nella città di al-Kut, in Mesopotamia.
8 dicembreInizia la ritirata delle truppe alleate dalle teste di ponte stabilite sulla penisola di Gallipoli.
16 dicembreTruppe italiane sbarcano a Valona, in Albania, per proteggere l'esercito serbo in ritirata e ne predispongono il salvataggio; si apre la campagna di Albania.

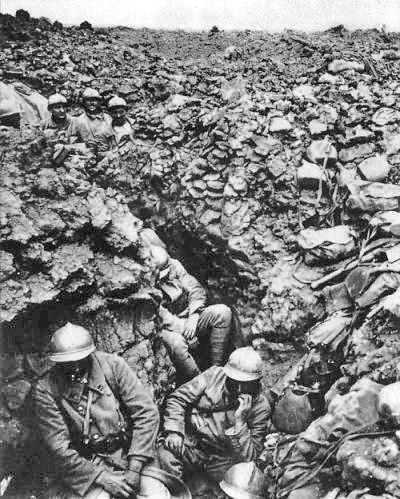
Fanteria francese in trincea durante la battaglia di Verdun.

19 dicembreDouglas Haig rimpiazza John French alla guida della British Expeditionary Force.

## 1916

### Gennaio - marzo
7 gennaioI montenegrini sconfiggono le forze austro-ungariche nella battaglia di Mojkovac, rallentando l'inseguimento dell'esercito serbo in ritirata.
9 gennaioSi conclude l'evacuazione dei reparti britannici dalla penisola di Gallipoli; la campagna di Gallipoli termina con una dura sconfitta per le forze degli Alleati.
10 gennaioSul fronte del Caucaso inizia l'offensiva di Erzurum, proseguita poi fino al 16 febbraio seguente: gli ottomani subiscono una pesante sconfitta e cedono molto terreno agli attaccanti russi.
11 gennaioTruppe francesi occupano Corfù, nella Grecia ancora neutrale, e vi trasferiscono i resti dell'esercito serbo evacuati via mare.
13 gennaioBattaglia di Wadi in Mesopotamia: un tentativo britannico di rompere l'assedio di Kut è bloccato dagli ottomani.
19 gennaioCompletamente invaso dagli austro-ungarici, il Montenegro capitola e viene occupato.
21 gennaioIl secondo tentativo britannico di liberare la guarnigione di Kut è bloccato dagli ottomani nella battaglia di Hanna.
27 gennaioViene approvato il Military Service Act 1916, che introduce per la prima volta la coscrizione militare obbligatoria nel Regno Unito.
5 febbraioInizia la campagna di Trebisonda, proseguita fino al 15 aprile seguente: con una serie di sbarchi anfibi e attacchi terrestri le forze russe dilagano dalla zona del Caucaso nelle regioni orientali dell'Anatolia.
18 febbraioResa delle ultime guarnigioni tedesche nella colonia del Camerun.
21 febbraioSul fronte occidentale inizia la battaglia di Verdun: grande offensiva tedesca contro la roccaforte francese di Verdun.
25 febbraioA Verdun i tedeschi occupano l'importante Fort Douaumont.
8 marzoVittoria ottomana nella battaglia di Dujaila in Mesopotamia, fallito un nuovo tentativo dei britannici di rompere l'assedio di Kut.
9 marzoDopo che le autorità lusitane hanno internato diverse navi tedesche ancorate a Lisbona, la Germania dichiara guerra al Portogallo.
Inizia la quinta battaglia dell'Isonzo, proseguita fino al 15 marzo: ennesima spallata delle truppe italiane bloccata dalle difese austro-ungariche.
15 marzoL'Austria-Ungheria dichiara guerra al Portogallo.
18 marzoSul fronte orientale i russi lanciano l'offensiva del lago Narač contro le linee tedesche; l'attacco porta solo alla conquista di un po' di terreno al prezzo di alte perdite, e si arena per l'aprile seguente.
24 marzoA causa delle forti proteste diplomatiche degli Stati Uniti, la Germania sospende la campagna sommergibilistica indiscriminata contro il traffico mercantile diretto nelle isole britanniche.

### Aprile - giugno
12 aprileGli italiani attaccano gli austro-ungarici sull'Adamello, si combatte a oltre 3.000 metri d'altitudine.

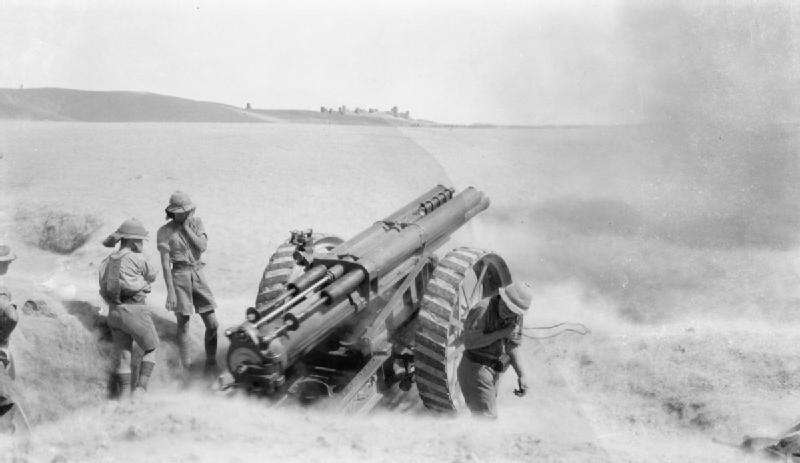
Artiglieria britannica in azione in Mesopotamia.

24 aprileIn Irlanda scoppia la "rivolta di Pasqua" ad opera di nazionalisti irlandesi sostenitori dell'indipendenza dell'isola dal Regno Unito; l'insurrezione è soffocata dalle forze britanniche per il 29 aprile seguente.
Bombardamento di Yarmouth e Lowestoft, ultima grande incursione navale tedesca contro le coste dell'Inghilterra.
29 aprileHa termine l'assedio di Kut: la guarnigione anglo-indiana si arrende e viene presa prigioniera dagli ottomani.
15 maggioInizia la "battaglia degli altipiani": le forze austro-ungariche lanciano una massiccia offensiva (Strafexpedition) contro le posizioni italiane nella zona dell'altopiano dei Sette Comuni, conquistando molto terreno ma non riuscendo a spezzare il fronte; l'azione termina per il 27 giugno seguente, dopo che un contrattacco italiano ha portato alla riconquista di parte del terreno perduto.
31 maggio - 1º giugnoBattaglia dello Jutland, principale scontro navale della guerra: la Hochseeflotte tedesca infligge molte perdite alla Grand Fleet nel Mare del Nord, ma non riesce a spezzare il blocco navale britannico ai danni dei porti della Germania.
4 giugnoInizia l'offensiva Brusilov: un massiccio attacco russo provoca il crollo delle posizioni austro-ungariche nel settore meridionale del fronte orientale; i russi conquistano molto terreno e fanno migliaia di prigionieri, anche se il loro attacco si esaurisce progressivamente fino a bloccarsi il 24 settembre.
5 giugnoL'incrociatore britannico HMS Hampshire urta una mina e affonda al largo delle isole Orcadi; tra le vittime vi è Horatio Herbert Kitchener, ministro della guerra britannico.

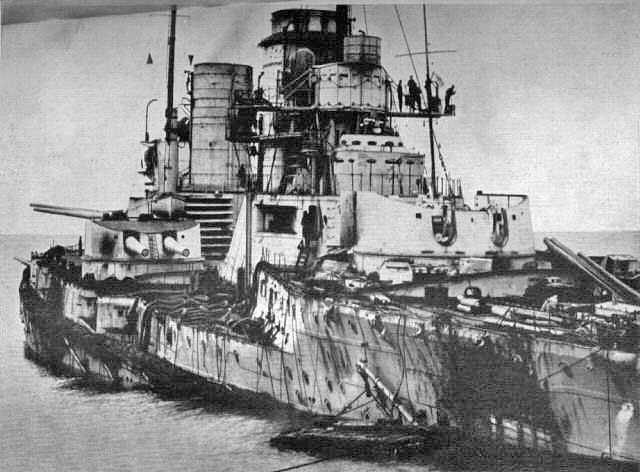
L'incrociatore tedesco reduce dalla battaglia dello Jutland.

7 giugnoA Verdun i tedeschi catturano Fort Vaux al termine di pesanti scontri con i francesi.
8 giugnoLo sharif della Mecca Al-Husayn ibn Ali sottoscrive un trattato di alleanza con Regno Unito e Francia; inizia la rivolta araba: le popolazioni arabe dell'Hegiaz insorgono contro la dominazione ottomana.
23 giugnoA Verdun i tedeschi raggiungono la loro massima penetrazione nelle difese francesi.
29 giugnoPrimo attacco con i gas sul fronte italiano: gli austro-ungarici assaltano le posizioni nemiche sul Monte San Michele con una miscela di cloro e fosgene, ma la loro azione è bloccata dai contrattacchi italiani.

### Luglio - settembre
1º luglioInizia la battaglia della Somme: grande assalto britannico e francese contro il fronte tedesco in Piccardia.
4 luglioI ribelli arabi dell'Hegiaz ottengono la loro prima vittoria catturando la città di La Mecca agli ottomani.
11 luglioI tedeschi sospendono i loro attacchi a Verdun e si attestano sulla difensiva per poter spostare truppe sul fronte della Somme.
25 luglioVittoria russa ai danni degli ottomani nella battaglia di Erzincan sul fronte del Caucaso.
3 - 5 agostoVittoria britannica nella battaglia di Romani, sventato un nuovo attacco turco-tedesco al canale di Suez.
4 agostoInizia la sesta battaglia dell'Isonzo, conclusasi poi il 17 agosto: un ben preparato attacco italiano porta alla conquista di Gorizia e di varie importanti posizioni austro-ungariche.
Iniziano i contrattacchi francesi per riprendere il terreno perduto a Verdun.
6 agostoVittoria italiana nella battaglia di Doberdò.
9 agostoUn'offensiva anglo-francese sul fronte della Macedonia porta alla prima battaglia di Doiran: l'attacco è bloccato dai difensori bulgari per il 18 agosto seguente.
17 agostoIl Regno di Romania sigla un trattato di alleanza con le potenze dell'Intesa.
18 agostoBattaglia dello Struma: truppe bulgare invadono la Tracia occidentale, parte della Grecia ancora neutrale, e la occupano per il 23 agosto seguente.
25 agostoVittoria ottomana nella battaglia di Bitlis, l'invasione russa dell'Anatolia orientale è bloccata.
27 agostoL'Italia fa partire un ultimatum alla Germania.
La Romania dichiara guerra all'Austria-Ungheria; si apre la campagna di Romania: invasione romena della Transilvania austro-ungarica.
28 agostoLa Germania dichiara guerra alla Romania.
L'Italia dichiara guerra alla Germania.
29 agostoErich von Falkenhayn è rimpiazzato da Paul von Hindenburg (con Erich Ludendorff come suo braccio destro) alla guida dell'esercito tedesco.
30 agostoL'Impero ottomano dichiara guerra alla Romania.
La guarnigione greca di Salonicco si ammutina contro il governo del re Costantino I, favorevole agli imperi centrali: viene stabilito un governo provvisorio pro-Alleati guidato dall'ex primo ministro Eleutherios Venizelos.
1º settembreLa Bulgaria dichiara guerra alla Romania.
4 settembreTruppe britanniche occupano Dar es Salaam, capitale dell'Africa Orientale Tedesca; le truppe tedesche del generale Lettow-Vorbeck ripiegano nell'interno e proseguono con i loro attacchi di guerriglia.
6 settembreVittoria degli imperi centrali nella battaglia di Turtucaia: un'armata tedesca, bulgara e ottomana sconfigge i romeni e invade la Dobrugia puntando su Costanza.
12 settembreInizia l'offensiva di Monastir: grande attacco delle truppe alleate a Salonicco (francesi, britannici, serbi, italiani e russi) contro il fronte bulgaro-tedesco in Macedonia; l'azione si esaurisce per l'11 dicembre seguente con l'occupazione alleata di Monastir ma senza che il fronte venga rotto.
14 - 18 settembreSettima battaglia dell'Isonzo, prima delle tre "spallate" autunnali lanciate dagli italiani contro il fronte austro-ungarico, con scarsi risultati anche a causa del maltempo.
15 settembreBattaglia di Flers-Courcelette, momento culminante dell'offensiva anglo-francese sul fronte della Somme: i britannici impiegano per la prima volta i carri armati, ma l'azione termina il 22 settembre con guadagni territoriali irrisori.
18 settembreSul fronte della Transilvania inizia la controffensiva delle forze austro-tedesche, i romeni sono sconfitti e progressivamente respinti oltre i confini prebellici.
19 settembreVittoria russo-romena nella prima battaglia di Cobadin, l'offensiva degli imperi centrali verso Costanza è bloccata.

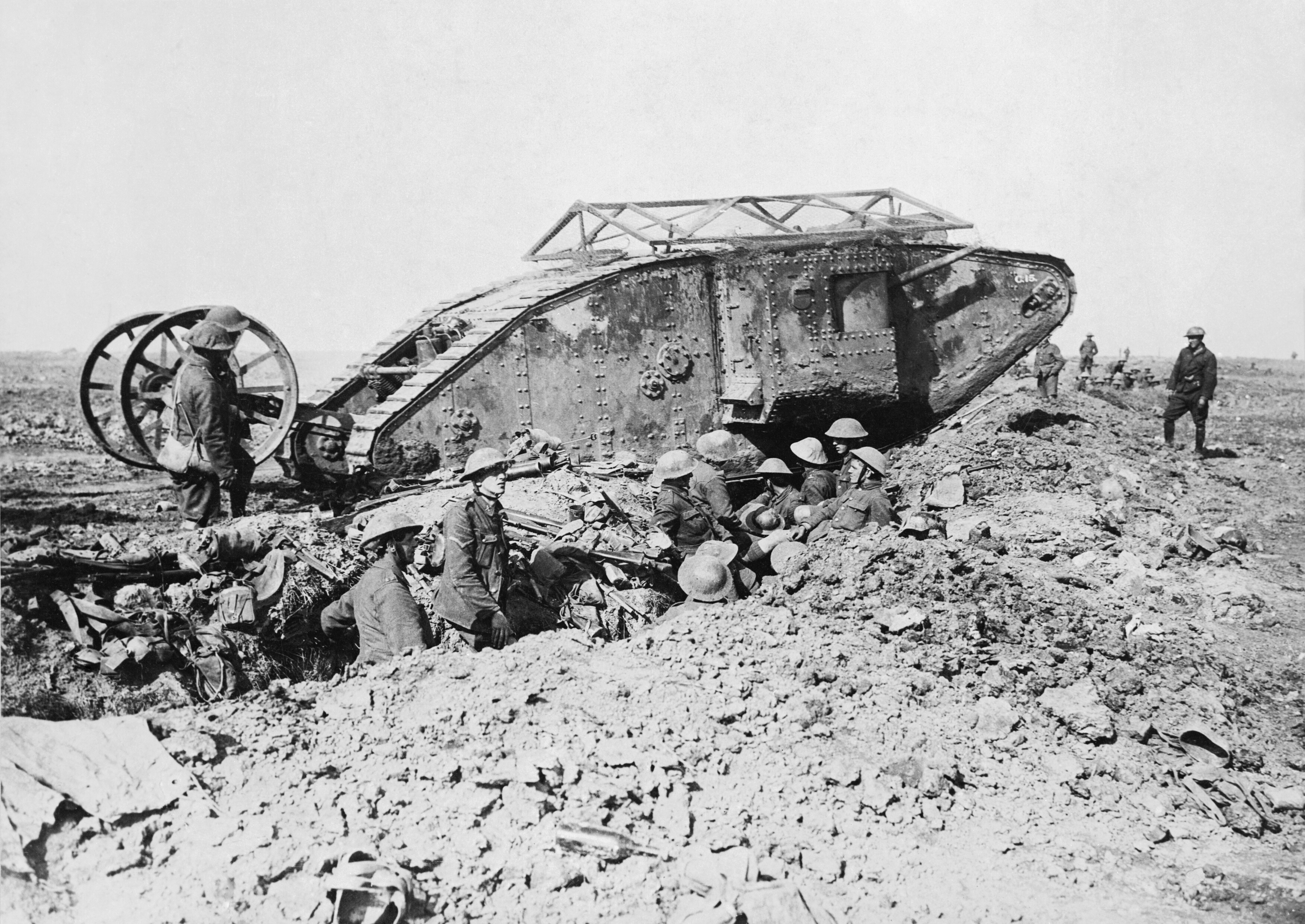
Un carro armato britannico Mark I impegnato durante la battaglia della Somme.

29 settembreOffensiva di Flămânda: un contrattacco romeno attraverso il Danubio è bloccato e respinto dalle forze bulgare e tedesche per il 5 ottobre seguente.

### Ottobre - dicembre
10 ottobre - 12 ottobreOttava battaglia dell'Isonzo, conquista italiana di alcune posizioni sul Carso.
19 ottobreSul fronte romeno inizia la seconda battaglia di Cobadin, conclusasi il 25 ottobre con una importante vittoria degli imperi centrali che conquistano il porto di Costanza.
24 ottobreGrande controffensiva francese a Verdun, viene riconquistato Fort Douaumont seguito (2 novembre) dal Fort Vaux.
31 ottobre - 4 novembreNona battaglia dell'Isonzo, conquista italiana di alcune alture dominanti sul Carso seppur al prezzo di pesanti perdite.
5 novembreCon la Legge del 5 novembre Germania e Austria-Ungheria proclamano nei territori polacchi strappati alla Russia l'istituzione del Regno di Polonia, Stato formalmente indipendente ma di fatto manovrato dagli Imperi centrali.

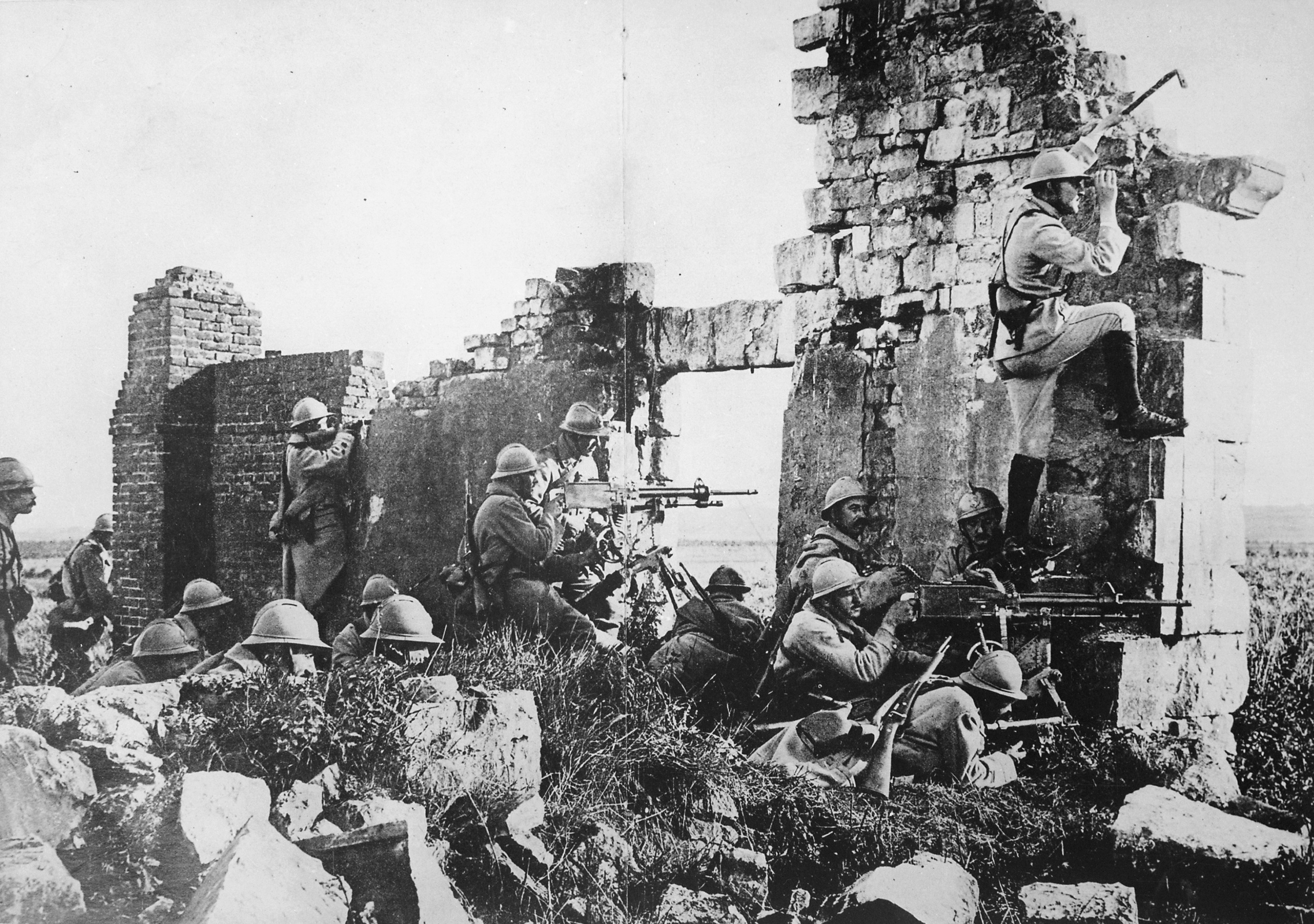
Mitraglieri francesi impegnati nel corso della seconda battaglia della Marna.

13 novembreInizia la battaglia dell'Ancre, ultima parte della più ampia offensiva anglo-francese sul fronte della Somme.
18 novembreCon la fine degli scontri sull'Ancre, dovuti più che altro alle avverse condizioni meteo, termina la lunga battaglia della Somme: gli anglo-francesi conquistano poco terreno ai tedeschi subendo però perdite pesantissime.
21 novembreMuore l'imperatore d'Austria e re d'Ungheria Francesco Giuseppe, gli succede Carlo d'Asburgo.
1º - 3 dicembreNoemvriana ("fatti di novembre"): lo sbarco di truppe anglo-francesi ad Atene per appoggiare i sostenitori di Venizelos porta a scontri con i fedeli del re Costantino, conclusisi con il reimbarco degli Alleati; "Scisma Nazionale" in Grecia, gli Alleati impongono il blocco navale del paese.
3 dicembreVittoria degli imperi centrali nella battaglia di Bucarest, le forze romene iniziano una ritirata generale alla volta della Moldavia.
6 dicembreLa capitale romena Bucarest è occupata dagli imperi centrali.
13 dicembreRobert Nivelle sostituisce Joseph Joffre come comandante in capo dell'esercito francese.
19 dicembreSi conclude la battaglia di Verdun: i francesi riconquistano una parte del terreno catturato dai tedeschi prima di fermare la loro ormai inutile controffensiva; durata quasi dieci mesi, Verdun si rivela la battaglia più sanguinosa di tutto il conflitto.
23 dicembreVittoria britannica nella battaglia di Magdhaba, gli ottomani sono respinti dalla penisola del Sinai.

## 1917

### Gennaio - marzo
9 gennaioVittoria britannica ai danni degli ottomani nella battaglia di Rafa, le forze degli Alleati iniziano a penetrare in Palestina.
16 gennaioTelegramma Zimmermann: il governo tedesco istruisce il suo ambasciatore a Città del Messico perché proponga ai messicani un'alleanza militare a danno degli Stati Uniti; l'offerta viene rifiutata, ma il telegramma, intercettato dai britannici, è reso noto il 24 febbraio al governo statunitense che protesta con la Germania.
1º febbraioLa Germania riprende la guerra sottomarina indiscriminata contro i mercantili diretti nel Regno Unito.
3 febbraioGli Stati Uniti d'America rompono le relazioni diplomatiche con la Germania a seguito dell'intensificarsi della guerra sottomarina.
23 febbraioVittoria britannica ai danni degli ottomani nella seconda battaglia di Kut, riprende l'avanzata su Baghdad.
1º marzoArthur Arz von Straussenburg rimpiazza Franz Conrad von Hötzendorf alla guida delle forze austro-ungariche.
8 marzoScioperi negli stabilimenti industriali di Pietrogrado, in Russia: sono le prime avvisaglie della "rivoluzione di febbraio"
11 marzoLe forze britanniche conquistano Baghdad.
12 marzoRivoluzione russa: a Pietrogrado i soldati della guarnigione si uniscono ai manifestanti e agli operai in sciopero; si formano i primi soviet.

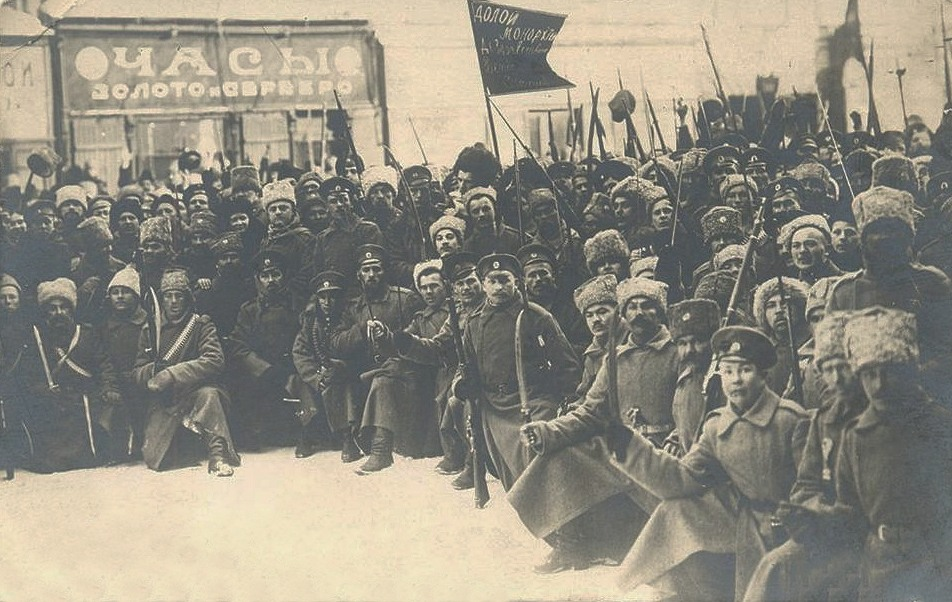
Insorti russi nelle strade di Pietrogrado durante i giorni della "rivoluzione di febbraio".

13 marzoInizia l'offensiva di Samarrah, proseguita poi fino al 23 aprile: i britannici battono gli ottomani e si impossessano di gran parte della Mesopotamia centrale.
15 marzoLo zar Nicola II di Russia firma l'atto di abdicazione; viene formato un governo provvisorio russo e proclamata la nascita della Repubblica russa.
26 marzoVittoria ottomana nella prima battaglia di Gaza, un tentativo britannico di penetrare in Palestina è respinto.

### Aprile - giugno
5 aprileSi conclude un massiccio ripiegamento delle forze tedesche sul fronte occidentale, avviato per gradi già il 23 febbraio precedente; i tedeschi arretrano di diversi chilometri fino a portarsi sulle nuove posizioni della "linea Hindenburg", accorciando sensibilmente il fronte da difendere.
6 aprileGli Stati Uniti d'America dichiarano guerra all'Impero tedesco.
7 aprilePanama e Cuba dichiarano guerra all'impero tedesco.
9 aprileInizia la battaglia di Arras, parte della più ampia "offensiva Nivelle": grande offensiva delle forze britanniche e dei dominion contro il fronte tedesco a occidente, l'azione continua fino al 16 maggio seguente prima di bloccarsi dopo scarse conquiste territoriali.

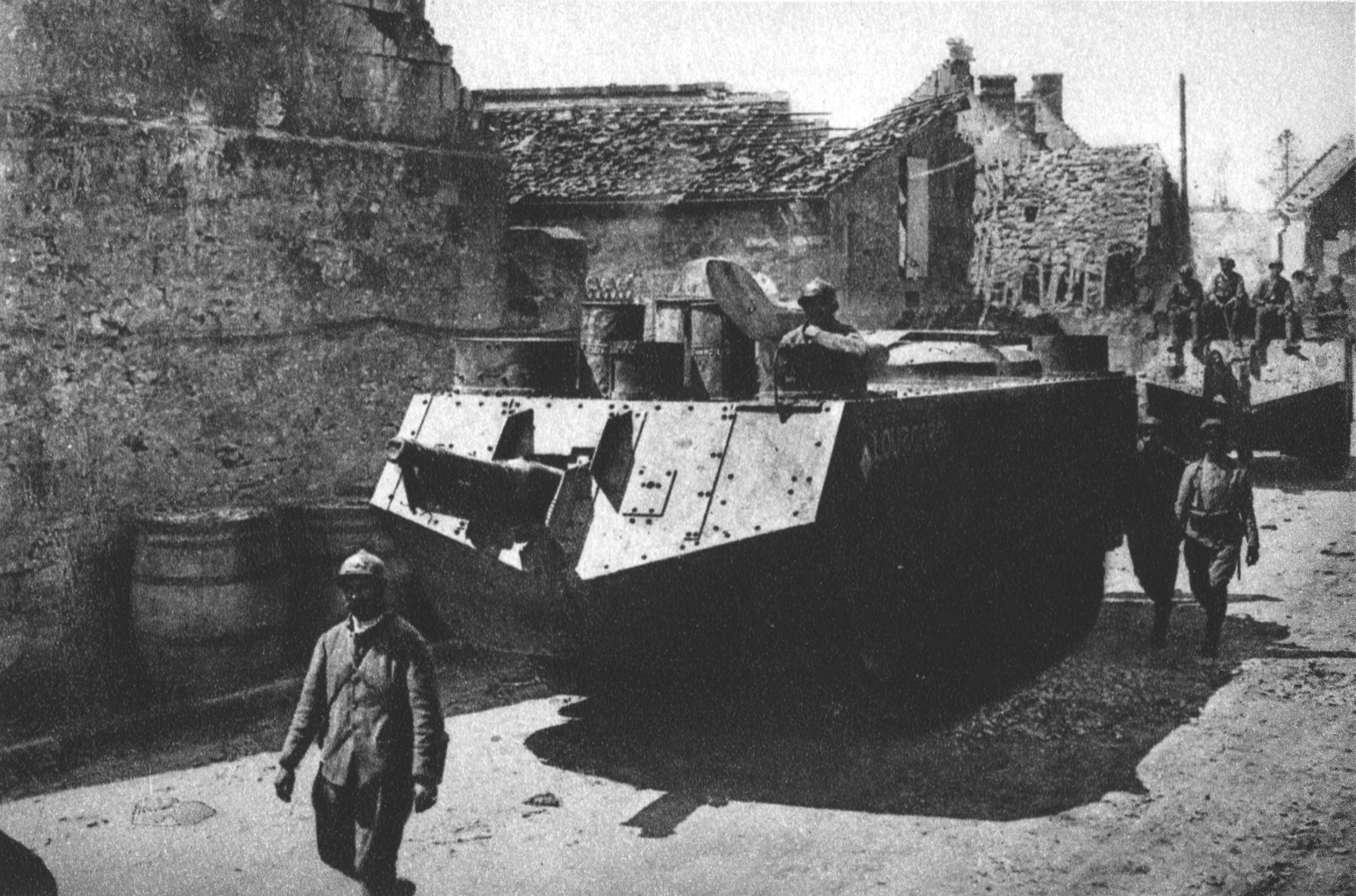
Un carro armato francese del tipo Saint-Chamond

12 aprileSi conclude la battaglia del crinale di Vimy, parte della battaglia di Arras: i reparti canadesi conquistano la strategica altura di Vimy.
16 aprileInizia la seconda battaglia dell'Aisne, parte della più ampia "offensiva Nivelle": le forze francesi lanciano un grande attacco contro le posizioni tedesche tra Soissons e Reims, ma l'azione si conclude per il 9 maggio seguente con un sanguinoso insuccesso per gli attaccanti.
17 - 20 aprileBattaglia delle Colline (o "terza battaglia della Champagne"): offensiva francese a occidente, sono conquistate alcune posizioni nella regione della Champagne ma al prezzo di forti perdite; primi segni di ammutinamento tra i reparti francesi.
19 aprileLa seconda battaglia di Gaza si conclude con una sconfitta per gli Alleati: nonostante l'impiego di gas e carri armati i britannici non riescono a fare breccia nella linea difensiva ottomana; il fronte della Palestina entra in una situazione di stallo.
22 aprileInizia la seconda battaglia di Doiran, terminata l'8 maggio seguente: un'offensiva britannica sul fronte macedone è bloccata dai difensori bulgari.
5 - 9 maggioBattaglia dell'ansa del Crna: truppe francesi, italiane e russe attaccano le posizioni bulgare sul fronte macedone, ma sono respinte

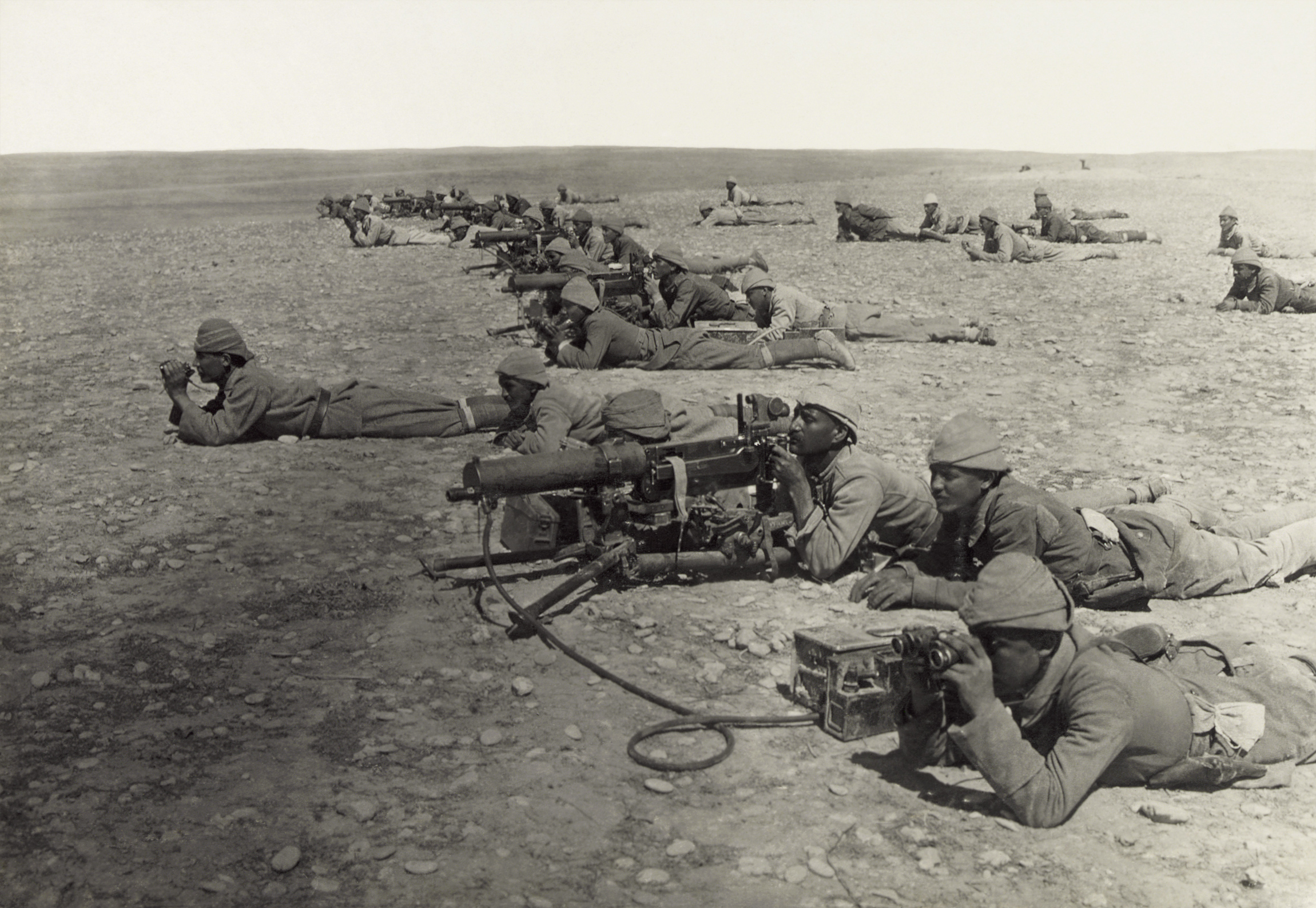
Mitraglieri ottomani impegnati nella seconda battaglia di Gaza.

12 maggioInizia la decima battaglia dell'Isonzo, conclusasi poi il 5 giugno: le truppe italiane conquistano alcune posizioni nel Carso ma subiscono molte perdite.
14 - 15 maggioBattaglia del Canale d'Otranto, riuscita incursione della flotta austro-ungarica contro lo sbarramento alleato del canale d'Otranto.
15 maggioPhilippe Pétain rimpiazza Robert Nivelle alla guida dell'esercito francese.
18 maggioCon l'approvazione del Selective Service Act viene introdotta la coscrizione militare negli Stati Uniti.
27 maggioSi estendono le serie di ammutinamenti in seno ai reparti francesi sul fronte occidentale.
7 giugnoComincia la battaglia di Messines, proseguita poi fino al 14 giugno seguente: le forze britanniche conquistano ai tedeschi diverse posizioni nella regione delle Fiandre.
10 giugnoInizia la battaglia del Monte Ortigara, proseguita fino al 25 giugno seguente: pesanti e inconcludenti scontri tra italiani e austro-ungarici nella regione del Monte Ortigara, si combatte a più di 2.000 metri d'altezza.

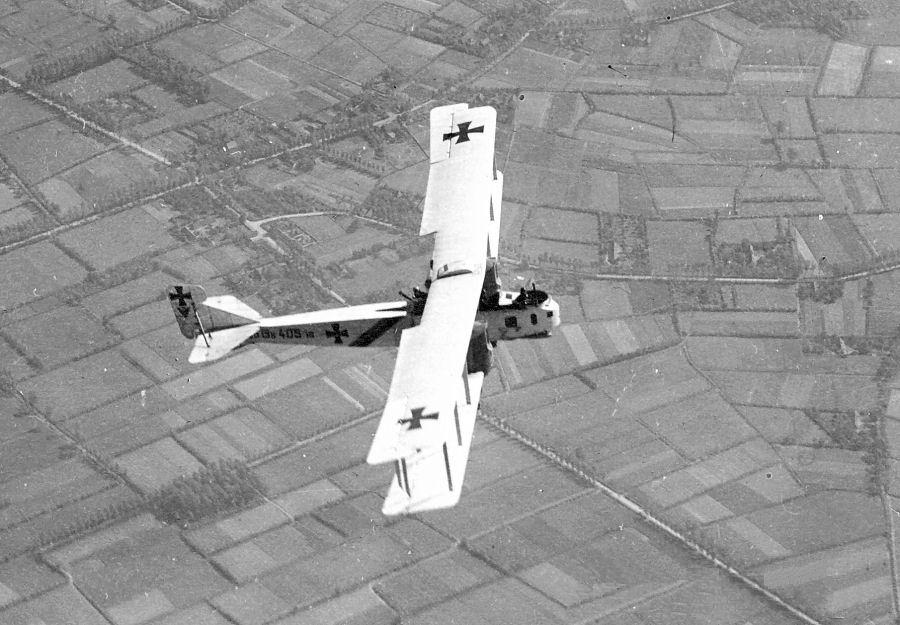
Un bombardiere tedesco Gotha G.IV, molto usato nei raid aerei sull'Inghilterra.

11 giugnoDopo l'ultimatum delle potenze alleate, il filotedesco re Costantino I di Grecia abdica e lascia il trono di Atene al figlio Alessandro, con Venizelos come nuovo primo ministro.
13 giugnoPrimo bombardamento di Londra da parte dei bombardieri tedeschi Gotha G.IV.
25 giugnoLe prime avanguardie della American Expeditionary Forces sbarcano in Francia.
30 giugnoIl Regno di Grecia dichiara guerra a Germania, Austria-Ungheria, Impero ottomano e Bulgaria.

### Luglio - settembre
1º luglioSul fronte orientale inizia l'offensiva Kerenskij, ultima grande azione offensiva intrapresa dalle truppe russe: dopo alcuni successi iniziali i russi sono bloccati per il 16 luglio dagli austro-tedeschi.
6 luglioBattaglia di Aqaba: i ribelli arabi guidati da Awda Abu Tayi e dal britannico Thomas Edward Lawrence ("Lawrence d'Arabia") conquistano il porto di Aqaba agli ottomani.
19 luglioInizia una serie di contrattacchi austro-tedeschi sul fronte orientale: le forze russe, profondamente demoralizzate, iniziano a sfaldarsi cedendo al nemico molto territorio.
20 luglioCon il beneplacito degli anglo-francesi il "Comitato jugoslavo" (rappresentativo delle etnie slave dell'Austria-Ungheria) approva la dichiarazione di Corfù, impegno politico alla realizzazione di un "Regno dei Serbi, Croati e Sloveni".

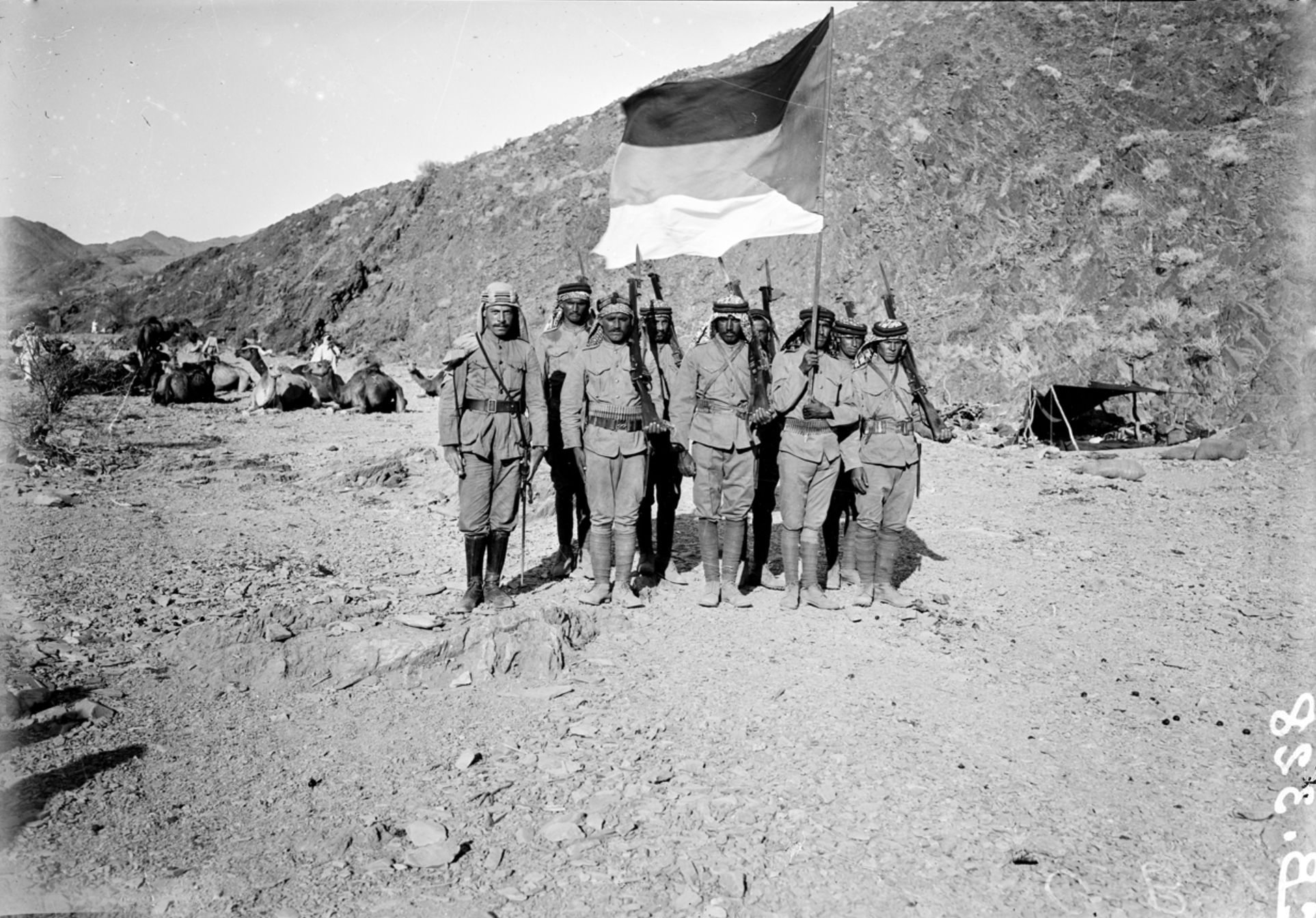
Insorti arabi in addestramento nel Deserto Arabico con gli equipaggiamenti forniti loro dagli Alleati.

22 luglioIl Siam dichiara guerra ad Austria-Ungheria e Germania.
Inizia la battaglia di Mărăști, conclusasi poi il 1º agosto seguente: riuscita offensiva delle ricostituite forze romene ai danni degli austro-tedeschi sul fronte della Moldavia.
31 luglioInizia la battaglia di Passchendaele (o "terza battaglia di Ypres"): grande offensiva britannica contro le posizioni tedesche attorno a Ypres, nel tentativo di sfondare il fronte delle Fiandre.
4 agostoLa Liberia dichiara guerra alla Germania.
6 agostoInizia la battaglia di Mărășești, proseguita fino all'8 settembre: una controffensiva degli austro-tedeschi ai danni dei romeni è efficacemente bloccata da questi ultimi.
14 agostoLa Repubblica di Cina dichiara guerra ad Austria-Ungheria e Germania.
17 agostoInizia l'undicesima battaglia dell'Isonzo, proseguita fino al 31 agosto: le forze italiane si impossessano di diverse posizioni sull'altopiano della Bainsizza, senza però riuscire a sfondare il fronte austro-ungarico.
20 - 26 agostoSerie di limitati contrattacchi francesi nella zona di Verdun ("seconda battaglia di Verdun"), sono riconquistate ai tedeschi alcune alture strategiche.
1º - 3 settembreVittoria tedesca nella battaglia di Jugla sul fronte orientale, i russi devono abbandonare l'importante città di Riga.

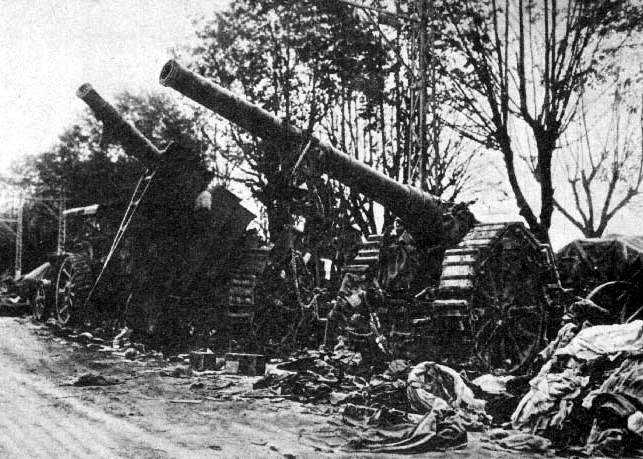
Artiglieria italiana catturata dagli austro-tedeschi durante la battaglia di Caporetto.

8 settembreAffare Kornilov: il comandante dell'esercito russo Lavr Georgievič Kornilov tenta un colpo di stato a Pietrogrado allo scopo di instaurare una dittatura militare, ma è bloccato dalla reazione della popolazione e costretto ad arrendersi il 14 settembre.
28 - 29 settembreVittoria britannica nella battaglia di Ramadi ai danni degli ottomani in Mesopotamia.
29 settembreInizia l'operazione Albion: truppe tedesche attaccano le isole di Saaremaa e Muhu nel mar Baltico, mettendo in rotta i difensori russi.

### Ottobre - dicembre
16 ottobreInizia la battaglia dello stretto di Muhu, proseguita fino al 3 novembre: la flotta tedesca espelle le unità russe dal Golfo di Riga.
23 ottobreBattaglia di La Malmaison, vittorioso attacco circoscritto dei francesi alle posizioni tedesche sullo Chemin des Dames.
24 ottobreInizia la battaglia di Caporetto: gli austro-ungarici, affiancati da alcune divisioni tedesche, sfondano il fronte italiano allo sbocco della valle dell'Isonzo, fra Tolmino e Caporetto.
26 ottobreIl Brasile dichiara guerra alla Germania.
1º - 2 novembreVittoria britannica nella terza battaglia di Gaza: il fronte ottomano è rotto e gli Alleati dilagano nella Palestina meridionale.
2 novembreDichiarazione Balfour: in una lettera del ministro degli esteri Arthur Balfour il governo britannico si dichiara favorevole alla creazione di un "focolare ebraico" in Palestina.
7 - 8 novembreRivoluzione d'ottobre in Russia: i bolscevichi abbattono il governo provvisorio russo e si impadroniscono del potere; viene istituita la Repubblica Socialista Federativa Sovietica Russa (RSFS Russa) con Vladimir Lenin come capo di governo.
8 novembreIl generale Luigi Cadorna viene esonerato dal comando dell'esercito italiano e sostituito con il generale Armando Diaz.
10 novembreAnche a causa delle pessime condizioni meteo ha termine la battaglia di Passchendaele: i britannici conquistanto alcune importanti posizioni nei dintorni di Ypres, ma al prezzo di pesanti perdite e senza riuscire a spezzare il fronte tedesco.
11 novembrePrime sommosse anti-bolsceviche nella zona di Pietrogrado; inizia la guerra civile russa.
13 novembreInizia la prima battaglia del Piave, proseguita fino al 26 novembre: dopo aver dilagato in Friuli e nel Veneto settentrionale, le forze austro-tedesche sono bloccate dagli italiani sulle rive del fiume Piave.
17 novembreInizia la battaglia di Gerusalemme, proseguita fino al 30 dicembre seguente: le forze britanniche lanciano una massiccia offensiva nella Palestina centrale e travolgono le difese ottomane.
Battaglia di Helgoland, indecisivo scontro navale tra tedeschi e britannici nel Mare del Nord.
22 novembreLa Repubblica Popolare Ucraina si proclama indipendente dall'ormai ex Impero russo.
25 novembreInizia la battaglia di Cambrai: una grande offensiva britannica in Francia porta alla rottura del fronte nemico, ma una serie di efficaci contrattacchi tedeschi annulla rapidamente la maggior parte delle conquiste territoriali ottenute e lo scontro si conclude per il 6 dicembre con un nulla di decisivo.
I resti della guarnigione dell'Africa Orientale Tedesca invadono il Mozambico portoghese per sfuggire alla caccia dei reparti britannici nel Tanganika.
5 dicembreArmistizio di Erzincan tra Impero ottomano e Russia, sospensione delle ostilità sul fronte del Caucaso.
6 dicembre 1917La Finlandia dichiara l'indipendenza dalla Russia.
7 dicembreGli Stati Uniti dichiarano guerra all'Austria-Ungheria.
9 dicembreArmistizio di Focșani tra la Romania e gli imperi centrali, fine della campagna di Romania.
10 dicembrePanamá dichiara guerra all'Austria-Ungheria.
11 dicembreI britannici conquistano Gerusalemme.
15 dicembreLa Russia sigla un armistizio con gli imperi centrali e avvia trattative di pace, decretando una sospensione dei combattimenti sul fronte orientale.
16 dicembreCuba dichiara guerra all'Austria-Ungheria.

## 1918

### Gennaio - marzo
8 gennaioIl presidente degli Stati Uniti Thomas Woodrow Wilson espone i suoi "Quattordici punti", principi base su cui negoziare la pace.
9 gennaioI generali russi Lavr Georgievič Kornilov e Michail Vasil'evič Alekseev annunciano la formazione dell'"Armata dei Volontari", prima formazione organizzata anti-bolscevica e progenitrice dell'Armata Bianca.

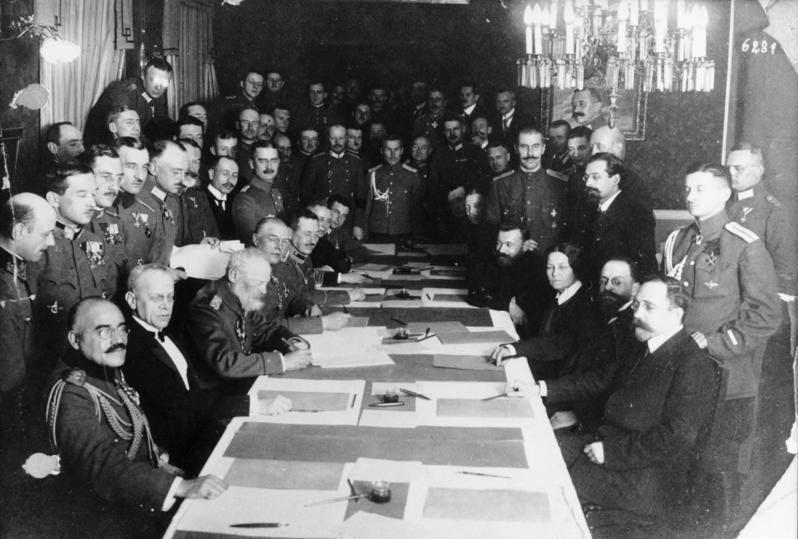
Le delagazioni russa e degli imperi centrali durante la firma del trattato di Brest-Litovsk.

27 gennaioScoppia la guerra civile finlandese tra bolscevichi sostenuti dalla RSFS Russa e nazionalisti sostenuti dalla Germania.
9 febbraioGli imperi centrali siglano a Brest-Litovsk un trattato di pace separato con la Repubblica Popolare Ucraina, che diviene di fatto un protettorato tedesco.
15 febbraioBattaglia di Rarańcza: i reparti polacchi dell'esercito austro-ungarico di stanza in Bucovina si ribellano e forzano la linea del fronte per unirsi ai loro compatrioti dell'esercito russo, appena insorti contro il regime bolscevico.
16 febbraioIl Consiglio della Lituania proclama l'indipendenza della nazione dalla Russia.
18 febbraioVisto lo stallo nei negoziati con i bolscevichi, gli imperi centrali lanciano sul fronte orientale l'operazione Faustschlag: davanti a una resistenza trascurabile gli austro-tedeschi avanzano per molti chilometri, catturando Minsk, Kiev, gran parte dell'Ucraina, la Livonia e l'Estonia.
24 febbraioIl Parlamento estone proclama l'indipendenza dell'Estonia dalla Russia e l'istituzione di una repubblica.
25 febbraioTruppe tedesche occupano Tallinn, capitale dell'Estonia.
3 marzoLa RSFS Russa firma il trattato di Brest-Litovsk, concludendo le ostilità sul fronte orientale.
8 marzoNell'attuale Lettonia viene proclamata l'istituzione del Ducato di Curlandia e Semigallia, Stato fantoccio della Germania.

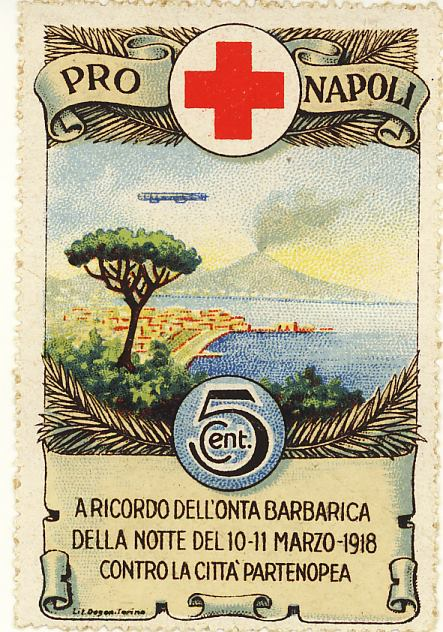
Fermalettera a memoria del bombardamento subito da Napoli

10-11 marzoUn dirigibile della marina tedesca bombarda Napoli.
21 marzoPrende avvio la cosiddetta "offensiva di primavera", serie di poderosi attacchi tedeschi sul fronte occidentale: la prima azione (operazione Michael o "seconda battaglia della Somme") travolge il fronte britannico nella regione del Somme; i tedeschi guadagnano molto terreno e fanno migliaia di prigionieri, ma subiscono anche forti perdite e l'azione si arena per il 5 aprile seguente.
23 marzoParigi è bombardata dal Parisgeschütz, gigantesco cannone tedesco capace di colpire la città da 120 km di distanza.
Le truppe tedesche sciolgono il parlamento estone e assoggettano l'Estonia a un regime di occupazione militare.
26 marzoIl generale francese Ferdinand Foch è nominato comandante in capo di tutte le forze degli Alleati sul fronte occidentale.
27 - 31 marzoPrima battaglia di Amman: un attacco di britannici e ribelli arabi contro Amman, in Giordania, è respinto dai difensori ottomani.

### Aprile - giugno
1º aprileLa Royal Air Force è istituita dalla fusione dei precedenti Royal Flying Corps e Royal Naval Air Service.
3 aprileUn contingente di truppe tedesche (Ostsee-Division) sbarca ad Hanko per aiutare i nazionalisti finlandesi nella loro guerra civile con i bolscevichi locali.
7 aprileInizia la quarta battaglia di Ypres (operazione Georgette o "battaglia del Lys"): attacco tedesco contro il fronte tenuto da britannici e portoghesi a sud di Ypres, viene conquistato diverso terreno ma le alte perdite portano al blocco dell'azione per il 29 aprile seguente.
13 aprileA Baku, in Azerbaigian, bolscevichi e menscevichi istituiscono la Comune di Baku.
23 aprileIl Guatemala dichiara guerra alla Germania.
24 - 25 aprileSeconda battaglia di Villers-Bretonneux: un'azione diversiva tedesca nelle vicinanze di Amiens porta alla prima battaglia tra carri armati della storia.
7 maggioDopo lunghi negoziati viene firmato il trattato di Bucarest: la Romania è costretta a concessioni territoriali nei confronti di Bulgaria e Austria-Ungheria e si ritrova economicamente sottomessa alla Germania.
8 maggioIl Nicaragua dichiara guerra alla Germania e all'Austria-Ungheria.
10 - 11 maggioBattaglia di Kaniów: le forze polacche ribelli sono sconfitte dai tedeschi in Ucraina.
16 maggioLa guerra civile finlandese si conclude con la vittoria dei nazionalisti e la sconfitta dei bolscevichi locali.
21 maggioL'Impero ottomano invade i territori armeni della Repubblica Federale Democratica Transcaucasica, sorta dopo la dissoluzione dell'Impero russo; prime vittorie armene nella battaglia di Sardarapat e nella battaglia di Abaran.
23 maggioLa Costa Rica dichiara guerra alla Germania.
25 - 28 maggioVittoria pirrica degli ottomani nella battaglia di Kara Killisse contro gli armeni.
27 maggioInizia la terza battaglia dell'Aisne (operazione Blücher-Yorck): offensiva tedesca contro il fronte francese tra Reims e Soissons, viene conquistato molto terreno e i tedeschi raggiungono il fiume Marna, ma l'azione è infine bloccata per il 6 giugno seguente.
28 maggioBattaglia di Cantigny, prima operazione offensiva delle forze statunitensi nel conflitto, sono riconquistati ai tedeschi alcuni villaggi nei dintorni di Cantigny.
Si spacca la Repubblica Federale Democratica Transcaucasica: proclamano la loro indipendenza la Prima Repubblica di Armenia, la Repubblica Democratica di Georgia e la Repubblica Democratica di Azerbaigian.
1º giugnoInizia la battaglia di Bosco Belleau: contrattacco delle truppe francesi, britanniche e statunitensi contro i tedeschi attestati sulla Marna; l'azione si conclude per il 26 giugno e porta al blocco dell'offensiva tedesca.
4 giugnoFirma del trattato di Batumi: la Prima Repubblica di Armenia ottiene la pace con l'Impero ottomano ma deve cedergli una larga fetta di territorio; alcuni reparti armeni si rifiutano di riconoscere il trattato e danno vita alla Repubblica dell'Armenia montanara.
8 giugnoSpedizione tedesca nel Caucaso: truppe tedesche accorrono in aiuto della da poco proclamata Repubblica Democratica di Georgia, trasformadola di fatto in un protettorato della Germania.
9 giugnoBattaglia di Montdidier-Noyon (operazione Gneisenau): offensiva tedesca contro le linee francesi davanti Compiègne, l'attacco fallisce già il 12 giugno a causa della dura resistenza degli Alleati.
10 giugnoImpresa di Premuda: nelle vicinanze di Premuda il MAS di Luigi Rizzo affonda la nave da battaglia austro-ungarica SMS Szent István.
15 - 22 giugnoBattaglia del solstizio: offensiva austro-ungarica lungo il corso del Piave, il fiume è superato ma le truppe italiane resistono obbligando gli avversari a ritirarsi.

### Luglio - settembre
12 luglioHaiti dichiara guerra alla Germania.
13 luglioViene proclamata l'istituzione del Regno di Lituania con il principe tedesco Wilhelm Herzog von Urach come monarca; lo Stato è di fatto un fantoccio della Germania.
15 luglioInizia la seconda battaglia della Marna, ultima grande offensiva tedesca della guerra: i tedeschi tentano di sfondare il fronte alleato sulla Marna, ma sono infine bloccati.
17 luglioL'ex zar Nicola II di Russia e la sua famiglia sono giustiziati dai bolscevichi a Ekaterinburg.
18 luglioIl contrattacco franco-statunitense sul fronte della Marna porta alle battaglie di Soissons e di Château-Thierry; i tedeschi sono sconfitti e devono ripiegare.
19 luglioL'Honduras dichiara guerra alla Germania.
26 luglioTruppe britanniche provenienti dalla Mesopotamia occupano Baku cacciandone il governo bloscevico; viene istituito il governo fantoccio della Dittatura Centrocaspiana.
8 agostoInizia l'offensiva dei cento giorni: le truppe degli Alleati passano al contrattacco lungo tutto il fronte occidentale, iniziando a ributtare indietro i tedeschi.
Inizia la battaglia di Amiens, proseguita poi fino al 16 agosto: le forze alleate (britannici, francesi e statunitensi) distruggono il saliente tedesco creato davanti Amiens; la giornata è definita "giorno più nero per l'esercito tedesco".
9 agostoGabriele D'Annunzio compie il famoso volo su Vienna lanciando volantini con stampato il tricolore.
21 agostoInizia la seconda battaglia della Somme, proseguita fino al 3 settembre: gli anglo-statunitensi attaccano i tedeschi in Picardia e sfondano la linea Hindenburg.
26 agostoInizia la battaglia di Baku, proseguita fino al 14 settembre: truppe ottomane e della Repubblica Democratica di Azerbaigian sconfiggono le forze britanniche e della Dittatura Centrocaspiana e riconquistano Baku.
31 agostoInizia la battaglia di Mont Saint-Quentin, terminata poi il 3 settembre: le forze australiane conquistano ai tedeschi diverse importanti posizioni nella zona di Péronne.
12 - 19 settembreBattaglia di Saint-Mihiel: le forze statunitensi, alla loro prima grande offensiva autonoma, sconfiggono i tedeschi e riconquistano Saint-Mihiel.
19 settembreInizia la battaglia di Megiddo, terminata poi il 31 ottobre: decisivo assalto britannico al fronte ottomano in Palestina, che crolla inesorabilmente.
14 settembreInizia l'offensiva del Vardar, azione risolutiva della campagna di Macedonia: le forze alleate attaccano il fronte tenuto dai bulgari, e il 15 settembre le truppe francesi, serbe e italiane spezzano la linea nemica a ovest nella battaglia di Dobro Pole.
18 - 19 settembreTerza battaglia di Doiran: truppe britanniche e greche attaccano il fronte bulgaro a est, ma sono bloccate dalla resistenza nemica; i bulgari iniziano una ritirata generale dal fronte macedone.
21 settembreLe forze bulgare che si stanno ritirando attraverso il passo di Kosturino subiscono pesanti perdite e vengono disgregate da una serie di attacchi aerei degli Alleati.
25 settembreVittoria britannica sugli ottomani nella seconda battaglia di Amman, la capitale della Giordania è catturata dagli Alleati.

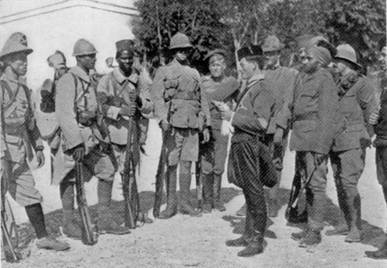
Soldati delle varie nazionalità che componevano l'armata alleata a Salonicco.

26 settembreInizia l'offensiva della Mosa-Argonne, proseguita a più fasi alterne fino all'11 novembre: offensiva generale dei franco-statunitensi contro le posizioni tedesche nelle Argonne, che cedono dopo una dura lotta.
27 settembreInizia la battaglia di Cambrai-San Quintino, proseguita fino al 9 ottobre: decisivo successo delle forze anglo-statunitensi, che sfondano il fronte tedesco della linea Hindenburg.
28 settembreInizia la quinta battaglia di Ypres, terminata poi il 2 ottobre: serie di assalti delle truppe belghe, britanniche e francesi nella zona di Ypres, sono conquistate molte importanti posizioni.
29 settembreTruppe serbe e francesi occupano Skopje in Macedonia e proseguono verso nord alla volta del Danubio.
30 settembreLa Bulgaria sigla l'armistizio di Salonicco con gli Alleati, fine delle ostilità sul teatro macedone.

### Ottobre - dicembre
1º ottobreLe forze britanniche catturano Damasco, in Siria.
3 ottobreViene scelto come nuovo cancelliere tedesco Massimiliano di Baden; succede a Georg von Hertling, dimessosi tre giorni prima, e assume anche l'incarico di ministro degli Esteri. Le allarmanti notizie dal fronte occidentale suggeriscono all’Impero germanico di iniziare a pianificare un armistizio.
9 ottobreViene proclamata l'istituzione di un Regno di Finlandia con il principe tedesco Federico Carlo d'Assia-Kassel come suo monarca.
14 - 19 ottobreBattaglia di Courtrai: vittoriosa offensiva delle truppe belghe, francesi e britanniche nelle Fiandre, il fronte tedesco cede e Lilla, Bruges e Gand sono liberate.
17 ottobreInizia la battaglia della Selle, terminata il 25 ottobre seguente: le forze britanniche agganciano e sconfiggono i tedeschi in ritirata dalla linea Hindenburg.
20 ottobreLa Germania, accogliendo una condizione posta dal presidente americano Woodrow Wilson, a cui in precedenza è stato presentato un piano di armistizio, sospende la guerra sottomarina contro il traffico navale degli Alleati; si conclude la battaglia dell'Atlantico.
23 ottobreInizia la battaglia di Sharqat, proseguita fino al 30 ottobre: decisiva vittoria dei britannici sul fronte della Mesopotamia, viene catturata Mosul con i suoi giacimenti di petrolio.
24 ottobreInizia la battaglia di Vittorio Veneto: le truppe italiane, britanniche e francesi scattano all'offensiva sul Monte Grappa e sul Piave, il fronte austro-ungarico incomincia a crollare.
25 ottobreVittoria dei ribelli arabi sugli ottomani nella battaglia di Aleppo.
28 ottobreLa Cecoslovacchia proclama la sua indipendenza.
29 ottobrePrimi ammutinamenti contro la guerra tra gli equipaggi delle navi tedesche ancorate a Wilhelmshaven.
Viene proclamata la nascita dello Stato degli Sloveni, Croati e Serbi nei territori balcanici dell'Austria-Ungheria.
30 ottobreL'Impero ottomano sigla l'armistizio di Mudros con gli Alleati e cessa le ostilità.
31 ottobreL'Ungheria dichiara cessata la sua unione con l'Austria e proclama la sua indipendenza.

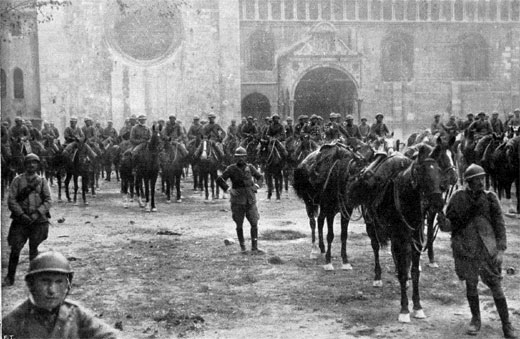
Le truppe italiane entrano a Trento dopo la vittoriosa conclusione della battaglia di Vittorio Veneto.

1º novembreLe forze franco-serbe liberano Belgrado dall'occupazione austro-ungarica.
Impresa di Pola: sabotatori italiani penetrano nella base navale di Pola e affondano la corazzata austro-ungarica SMS Viribus Unitis.
2 novembreIl filo-tedesco Mindaugas II rinuncia alla corona lituana; a Vilnius viene proclamata la Repubblica di Lituania.
3 novembreL'Austria-Ungheria sigla l'armistizio di Villa Giusti con gli Alleati, con la clausola che sarebbe entrato in vigore 24 ore dopo, alle 15:00.
Rivolta generale della flotta tedesca ancorata a Kiel, in Germania inizia la "rivoluzione di novembre".
4 novembreEntra in vigore l'armistizio di Villa Giusti, fine delle ostilità sul fronte italiano; il generale Diaz trasmette il Bollettino della Vittoria.
Seconda battaglia della Sambre, spallata decisiva delle forze alleate a occidente.
8 novembreSommosse popolari in varie zone della Germania, a Monaco di Baviera viene proclamata la "Repubblica bavarese dei Consigli".
9 novembreGuglielmo II, kaiser di Germania, abdica e si reca in esilio nei Paesi Bassi; a Berlino è proclamata la repubblica.
10 novembreLa Romania dichiara nuovamente guerra alla Germania.
11 novembreArmistizio di Compiègne tra gli Alleati e la Germania. La Grande Guerra è finita.
A Varsavia viene proclamata la nascita della Seconda Repubblica di Polonia.
12 novembreL'ammiraglio Paolo Camillo Thaon di Revel trasmette il Bollettino della Vittoria Navale.

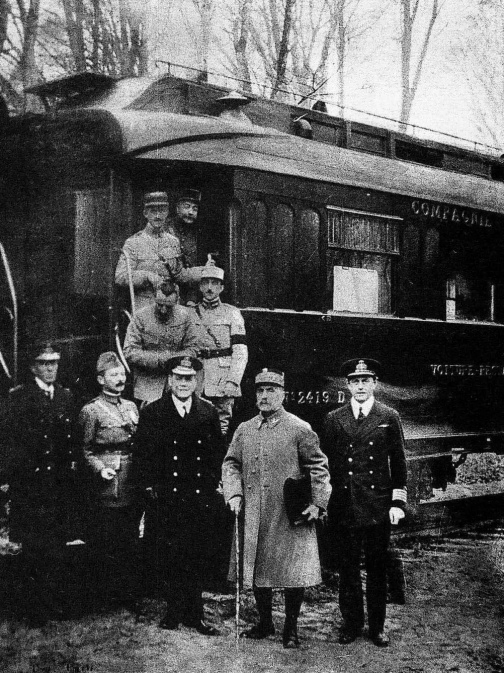
Le delegazioni impegnate nella stipula dell'armistizio di Compiègne.

A Vienna è proclamata la nascita della Repubblica dell'Austria tedesca.
13 novembreIl governo bolscevico russo proclama ufficialmente l'annullamento del trattato di Brest-Litovsk.
16 novembreViene istituita la Repubblica Democratica di Ungheria.
17 novembreViene proclamata l'indipendenza della Repubblica di Lettonia.
18 novembreViene proclamato il ripristino della Repubblica di Estonia.
21 novembreLa flotta tedesca si consegna agli Alleati e viene internata a Scapa Flow.
22 novembreLe forze tedesche evacuano il Lussemburgo, che viene restaurato nella sua piena indipendenza.
26 novembreIl generale Lettow-Vorbeck e i resti della guarnigione dell'Africa Orientale Tedesca si arrendono ai britannici nella Rhodesia Settentrionale.
27 novembreLe forze tedesche completano l'evacuazione del Belgio.
28 novembreTruppe russe invadono l'Estonia, scoppia la guerra d'indipendenza estone.
1º dicembreViene proclamata la nascita del Regno di Jugoslavia.
Le truppe degli Alleati entrano in Germania e pongono sotto occupazione il territorio della Renania.
Truppe russe invadono la Lettonia: inizia la guerra d'indipendenza lettone.
9 dicembreIl tenente Hermann Detzner si arrende agli australiani dopo aver trascorso la guerra nascosto nelle regioni interne della Nuova Guinea; è l'ultimo militare tedesco ad arrendersi.
14 dicembreFederico Carlo d'Assia-Kassel rinuncia al trono del Regno di Finlandia, ad Helsinki viene proclamata la repubblica.
16 dicembreTruppe russe invadono la Lituania, inizia la guerra lituano-sovietica.
27 dicembreInizia la sollevazione della Grande Polonia: le genti polacche insorgono contro i tedeschi per dare vita a una Polonia indipendente.

## 1919

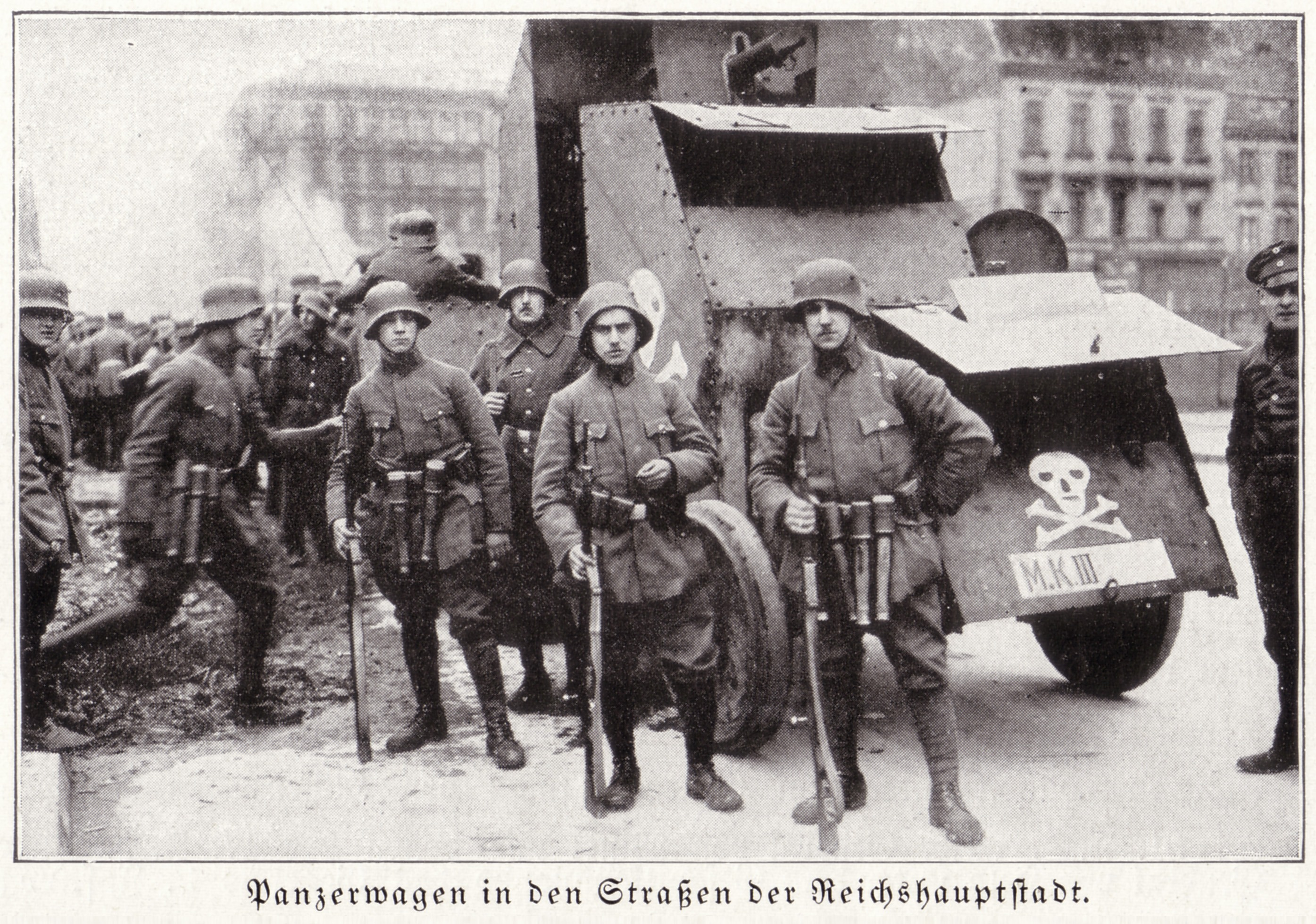
Freikorps tedeschi a Berlino.

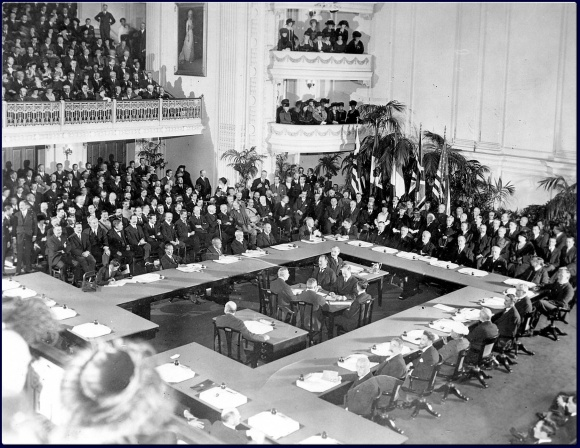
Le delegazioni riunite per la firma del trattato di Versailles.

4 gennaioInizia la "rivolta spartachista" con scioperi e sommosse a Berlino portati avanti dalla Lega Spartachista; la ribellione è repressa nel sangue per il 15 gennaio ad opera dei freikorps fedeli al governo centrale.
10 gennaioLa guarnigione ottomana di Medina, tagliata fuori e assediata dai ribelli arabi fin dal giugno del 1916, si arrende ai britannici; si tratta dell'ultima unità organizzata degli imperi centrali a deporre le armi.
18 gennaioSi apre la Conferenza di pace di Parigi.
19 gennaioElezioni federali tedesche del 1919, prime consultazioni elettorali della "Repubblica di Weimar".
21 gennaioInizia la guerra d'indipendenza irlandese.
14 febbraioScoppia la guerra sovietico-polacca, truppe polacche invadono l'Ucraina occidentale per sottrarla alla RSFS Russa.
21 marzoViene proclamata la Repubblica sovietica ungherese dopo la presa del potere a Budapest del comunista Béla Kun.
2 maggioI freikorps governativi riprendono Monaco di Baviera e sopprimono la Repubblica bavarese dei Consigli.
15 maggioTruppe greche occupano Smirne: inizia la guerra d'indipendenza turca.
21 giugnoErroneamente informata del fallimento dei negoziati di pace, la flotta tedesca internata a Scapa Flow si autoaffonda in massa per evitare di essere catturata dal nemico.
28 giugnoViene firmato il trattato di Versailles tra la Germania e gli Alleati.
8 luglioLa Germania ratifica il trattato di Versailles.
11 agostoEntra in vigore la nuova costituzione della Repubblica di Weimar.
16 agostoPrima rivolta della Slesia, le forze tedesche sopprimono una ribellione delle genti polacche nella regione della Slesia.
10 settembreFirma del trattato di Saint-Germain-en-Laye tra l'Austria e gli Alleati.
12 settembre"Impresa di Fiume": miliziani italiani guidati da Gabriele D'Annunzio occupano la città di Fiume e istituiscono la Reggenza italiana del Carnaro.
13 novembreScoppia la guerra romeno-ungherese, truppe romene invadono l'Ungheria sovietica.
27 novembreFirma del trattato di Neuilly tra la Bulgaria e gli Alleati.

## 1920

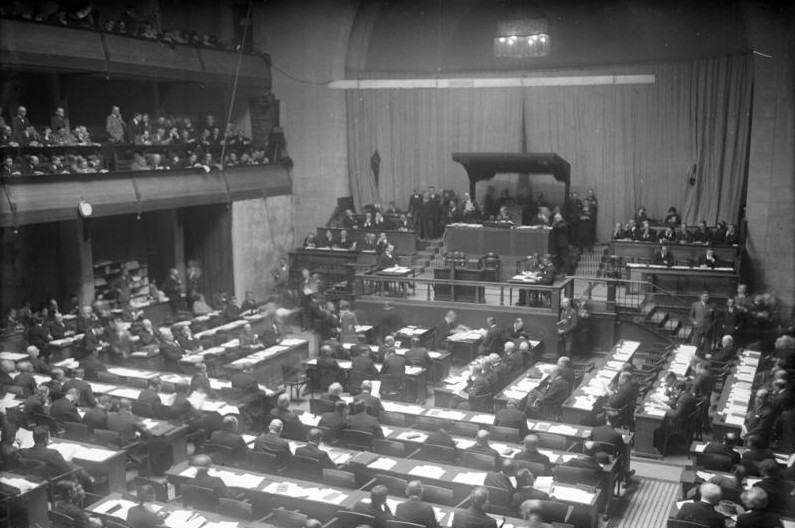
Una seduta dell'assemblea generale della Società delle Nazioni.

10 gennaioPrima riunione della Società delle Nazioni.
Viene istituita la Città Libera di Danzica.
2 febbraioIl trattato di Tartu pone fine alla guerra di indipendenza estone: l'Estonia viene confermata come Stato indipendente.
13 - 17 marzoPutsch di Kapp: un tentativo di colpo di stato da parte dei freikorps contro il governo di Weimar fallisce a causa dello scarso sostegno raccolto.
4 giugnoFirma del trattato del Trianon tra l'Ungheria e gli Alleati.
12 luglioIl trattato di Mosca pone fine alla guerra lituano-sovietica: la Lituania viene confermata come Stato indipendente.
3 agostoFine della guerra romeno-ungherese, i romeni abbattono la Repubblica sovietica ungherese.
10 agostoFirma del trattato di Sèvres tra l'Impero ottomano e gli Alleati.
11 agostoIl trattato di Riga pone fine alla guerra di indipendenza lettone: la Lettonia viene confermata come Stato indipendente.
1º settembreInizia la guerra polacco-lituana, continuata fino al 7 ottobre seguente: viene definito il confine tra Polonia e Lituania.
24 settembreScoppia la guerra turco-armena tra Turchia e Prima Repubblica di Armenia, conclusasi il 2 dicembre con la firma del trattato di Alexandropol: la Turchia riguadagna la vecchia linea di confine a oriente.
12 novembreFirma del trattato di Rapallo tra Italia e Jugoslavia: viene fissato il confine tra i due paesi e istituito lo "Stato libero di Fiume".
24 dicembre"Natale di sangue": le truppe italiane riprendono Fiume cacciandone i militanti dannunziani.